# 柏駅

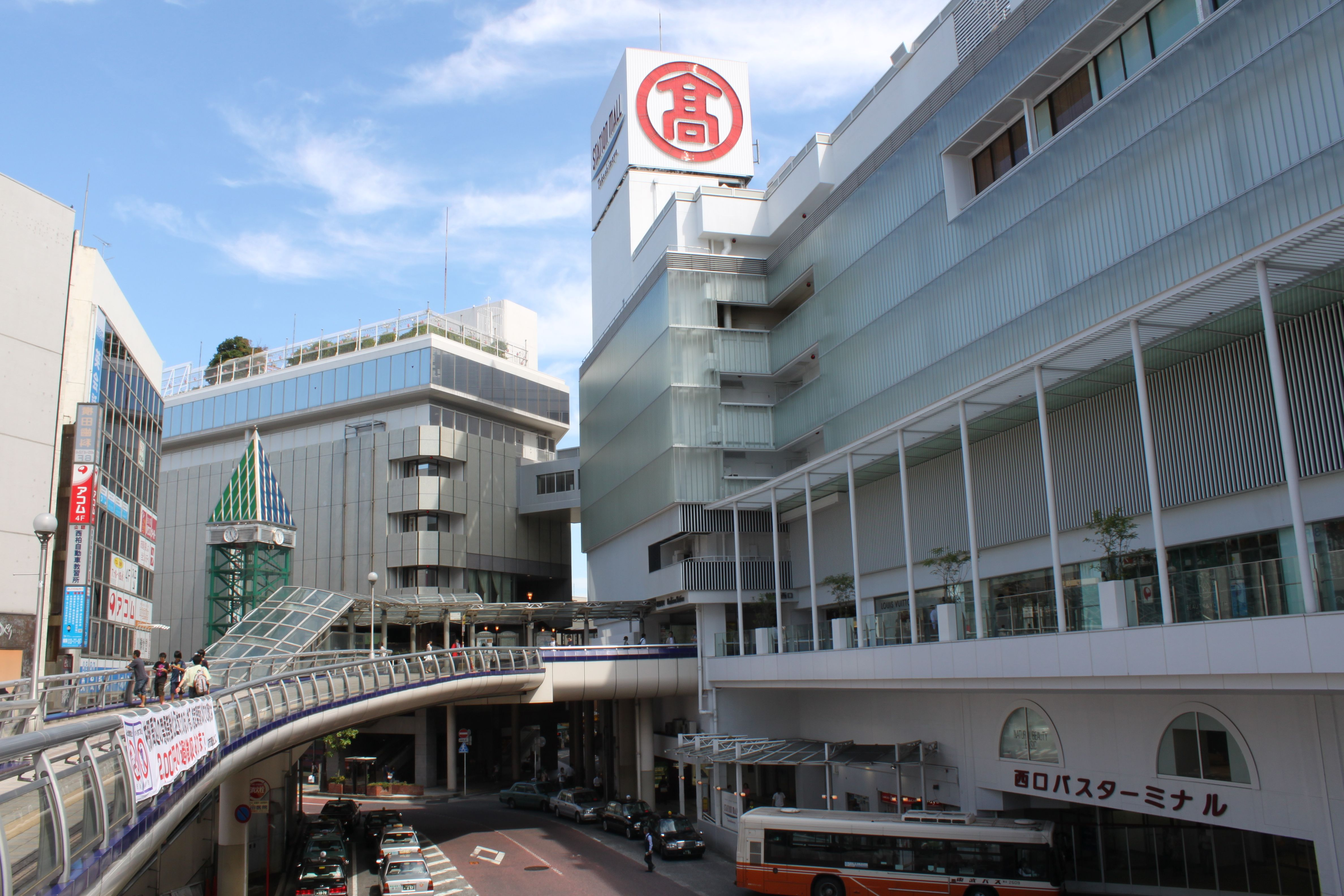
西口（2009年9月）

柏駅（かしわえき）は、千葉県柏市にある、東日本旅客鉄道（JR東日本）・東武鉄道の駅。
JR東日本の駅は柏一丁目に、東武鉄道の駅は末広町に、それぞれ所在する。

## 概要
東日本旅客鉄道（JR東日本）の常磐線を走行する、常磐快速線（上野東京ライン）、常磐緩行線、東武鉄道の野田線（東武アーバンパークライン）の2社3路線が乗り入れている。駅番号は常磐快速線が「JJ 07」、常磐緩行線が「JL 28」、野田線が「TD 24」である。
柏商圏を形成する商業中心都市である柏市（中核市）の中心駅であり、常磐線沿線で最大規模の繁華街を形成している。江戸時代より水戸街道の宿場町として栄えた「小金宿」と「我孫子宿」の中間に位置しており、鉄道開業当時は駅周辺は単なる農村であったが、東京一極集中によるベッドタウン化及び人口増加とそれに伴う鉄道利用者の増加に伴い、現在のような千葉県のみならず首都圏有数の規模の繁華街へと発展した。

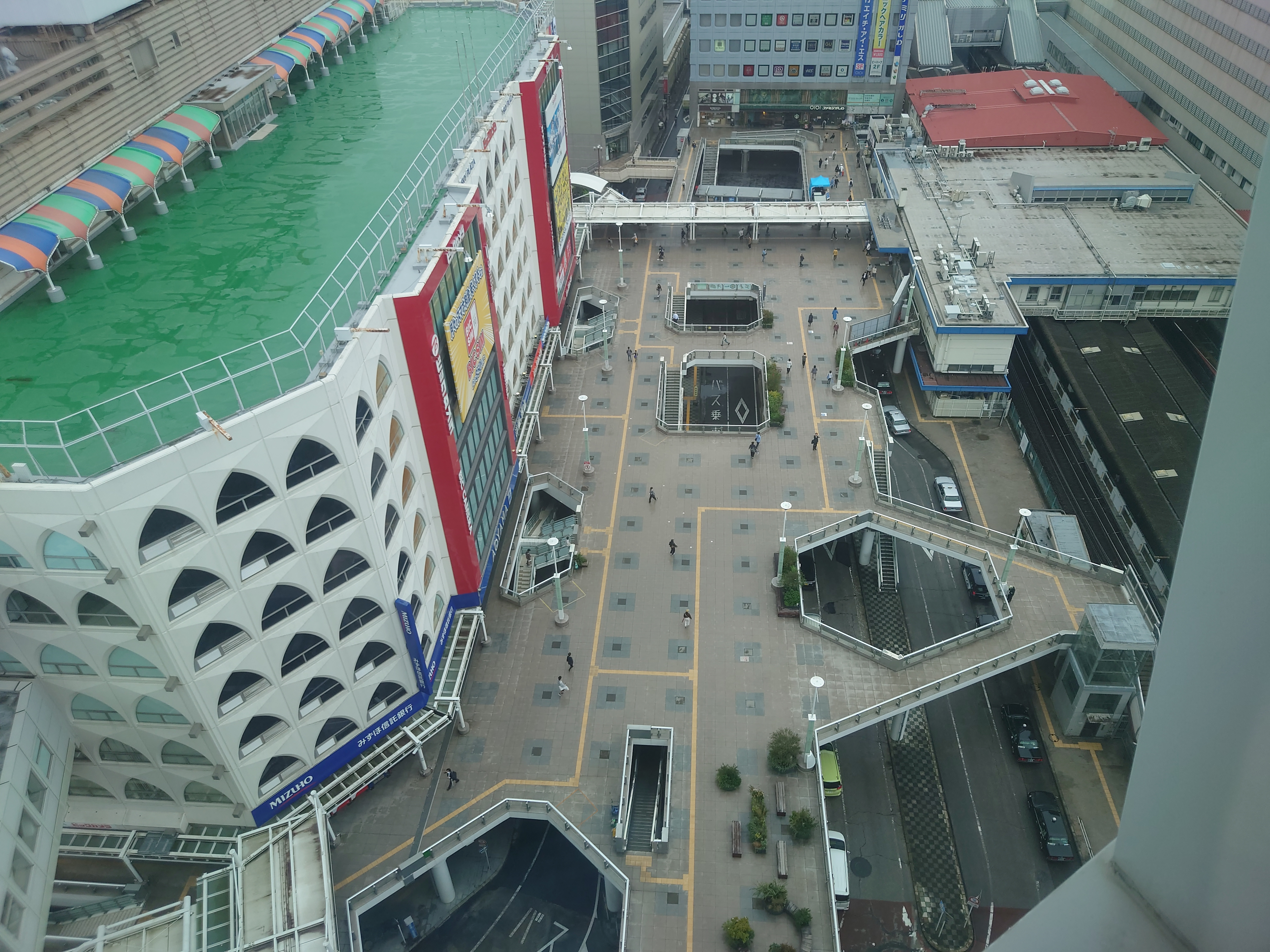
東口ペデストリアンデッキ

柏駅は1973年に日本初のペデストリアンデッキ（通称「ダブルデッキ」）が整備され、大規模な駅前デッキ網として知られる。駅前通りは日曜日および休日の10時から18時までの間は歩行者天国となる。1970年代にそごう、髙島屋、丸井などの百貨店をはじめ多くの商業施設が進出し、かつては遠く茨城県、埼玉県からも買い物客を集めた。1980年代以降は駅周辺に若者向けの商業施設が次々と開店し、東葛飾地域（旧：東葛飾郡北部）随一の商業拠点となった。JR柏駅の乗降客数は、つくばエクスプレス（TX）が開業するまで千葉県内で第1位であった（2023年現在は西船橋駅、船橋駅、柏駅の順で県内第3位）。現在の柏駅周辺はつくばエクスプレス沿線の急発展に押される形で2016年のそごう閉店、2024年のイトーヨーカドー、2025年の柏マルイ（旧VAT館）閉店と、大型商業施設の閉鎖も見られるようになった。駅の東西で再開発の構想がある。
1990年代には、東京都の秋葉原駅、高田馬場駅、神奈川県の川崎駅などのハブ駅より乗車人員が多い駅として知られていた。2023年度の両社を合算した乗降人員は約36万人。

## 歴史

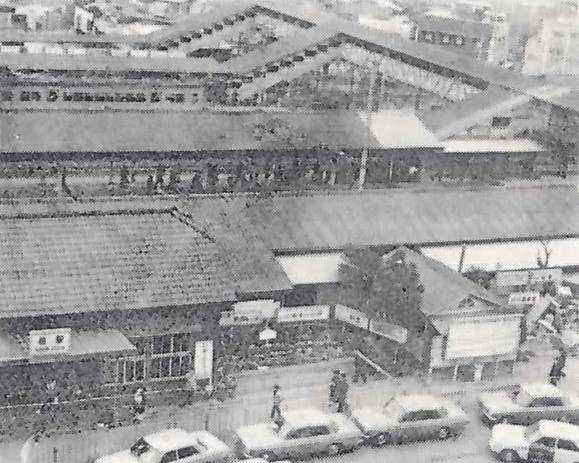
橋上駅化前の柏駅舎

- 1896年（明治29年）12月25日：日本鉄道の柏駅が開業[3]。
  - 当時、当駅一帯は「千代田村」「柏村」といった地名があったが、当時「千代田」は千代田城、つまり現在の皇居を示し「畏れ多い」とされる言葉だったため「柏」を採用したという経緯がある。
- 1909年（明治42年）10月12日：線路名称制定により常磐線の所属となる。
- 1911年（明治44年）5月9日：千葉県営軽便鉄道野田線の駅が開業[4]。
- 1923年（大正12年）12月27日：北総鉄道船橋線の駅が東側に開業[5]。
- 1929年（昭和4年）11月22日：北総鉄道が総武鉄道に社名変更。
- 1930年（昭和5年）8月30日：総武鉄道船橋線の線路を付け替え、船橋線の柏駅を野田線柏駅に統合、これにより当駅がスイッチバック構造となった。
- 1944年（昭和19年）3月1日：陸上交通事業調整法に基づき、東武鉄道が総武鉄道を吸収合併したことに伴い、総武鉄道の駅は東武鉄道の駅となる。
- 1948年（昭和23年）4月16日：東武鉄道船橋線（船橋駅 - 当駅間）を野田線（大宮駅 - 当駅間）に統合、野田線と船橋線双方の終点駅から野田線（大宮駅 - 船橋駅間）の中間駅となった[注釈 2]。
- 1956年（昭和31年）12月27日：西口を開設。
- 1965年（昭和40年）10月：混雑緩和のため当駅折り返しが新設される[6]。
- 1969年（昭和44年）3月1日：仮駅舎の供用を開始し、みどりの窓口の営業を開始[7]。
- 1970年（昭和45年）4月10日：貨物取り扱いを、東武鉄道野田線からの貨車継承を除いて廃止し、北柏貨物駅に移管[3]。同時に、常磐線複々線化工事に着手。
- 1971年（昭和46年）

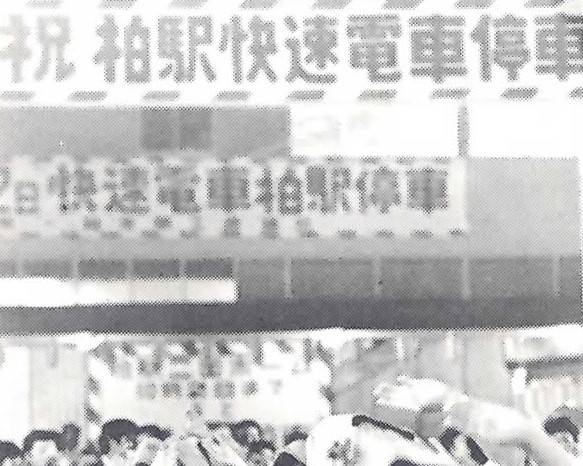
柏駅の快速電車停車を祝う柏市民

- - 4月1日：橋上駅舎（現在の中央口）完成[8]。
  - 4月20日：国鉄常磐線複々線化。ただし快速線にホームは設置されず。
- 1972年（昭和47年）
  - 6月28日：自動改札機を設置（国鉄初の、利用者を限定しない実用試験運用、試験終了後撤去）[9][10]。
  - 10月2日：国鉄常磐線の快速線ホーム設置で快速電車が停車するようになる。
- 1973年（昭和48年）6月30日：この日限りで自動改札機の試験を終了。
- 1979年（昭和54年）：東武鉄道の駅に駅ビル「柏ローズタウン」（現・柏高島屋ステーションモール）が開業。
- 1980年（昭和55年）10月1日：客車列車を除く普通列車がすべて停車するようになる。
- 1984年（昭和59年）
  - 東武鉄道野田線の貨物列車廃止。
  - 1月：国鉄駅舎の増改築工事開始。
  - 12月：国鉄柏駅の駅舎増築完成。コンコースの奥行きを30m拡張し、ホーム階段を4つから6つになった。
- 1986年（昭和61年）11月1日：国鉄特急列車（「ひたち」）の一部が停車するようになる。国鉄の荷物扱いを廃止[3]。
- 1987年（昭和62年）
  - 2月20日：東西自由通路（現在の南口がある橋）が完成。
  - 4月1日：国鉄分割民営化に伴い、国鉄の駅は東日本旅客鉄道（JR東日本）の駅となる[3]。
- 1990年（平成2年）12月26日：東武柏駅の改良工事が完成[11]。コンコースが従来の3倍に広がり、ホームも拡幅される[11]。また、ホームとコンコースの間にエスカレーターが設置される[11]。
- 1992年（平成4年）
  - 4月23日：東武柏駅に南口を開設した。
  - 12月22日：JR柏駅で自動改札の供用を開始する[12]。
- 1998年（平成10年）7月12日：JR常磐線の3・4番線ホームを3m拡幅[13][14][15]。
- 1999年（平成11年）4月8日：JR柏駅に南口を開設[16]。
- 2001年（平成13年）11月18日：JR東日本でICカード「Suica」の利用が可能となる[広報 1]。
- 2005年（平成17年）7月9日：JR特急列車「フレッシュひたち」の千葉県内停車駅を柏に統一。朝の上り一部を除くすべての「フレッシュひたち」が停車。特別快速新設に伴い、停車駅となる。
- 2007年（平成19年）3月10日：東武柏駅に発車メロディを導入。
- 2011年（平成23年）7月23日：東武柏駅の番線表記が変更。
- 2015年（平成27年）
  - 2月7日：東武鉄道の1・2番線でホームドアの使用を開始[広報 2][17]。
  - 3月14日：東武鉄道の3・4番線でホームドアの使用を開始[広報 2][17]。
- 2015年（平成27年）
  - 7月 中央コンコース1.2番線ホーム側に「カルディコーヒーファーム柏中央口店」が開店
- 2020年（令和2年）
  - 3月14日：東武野田線ダイヤ改正により、全区間（大宮 - 船橋間）の急行運転開始及び当駅発着の区間急行を設定[広報 3]。当駅は急行列車の停車駅となる[広報 3][18]。
  - 3月16日：特急「アーバンパークライナー」の一部列車の停車駅となる[広報 3]。
  - 4月12日：JR東日本柏駅の3・4番線の発車メロディを柏レイソルの応援歌に変更[広報 4]。
  - 6月8日：大宮 - 柏間で特急「アーバンパークライナー」を2往復（2 - 5号）増発[広報 5]。
- 2021年（令和3年）12月9日：JR東日本の1・2番線（常磐線各駅停車ホーム）でホームドアの使用を開始[広報 6][広報 7]。
- 2022年（令和4年）1月16日：びゅうプラザの営業を終了[広報 8]。
- 2023年（令和5年）3月18日：この日のダイヤ改正からそれまで通過していた朝の上り特急「ときわ」が停車するようになり、「ときわ」全列車の停車駅となる。
- 2023年（令和5年）11月22日：駅構内のベッカーズ閉店[19]。この閉店をもってベッカーズの営業店舗はなくなった。
- 2024年（令和6年）2月24日：東武柏駅の発車メロディを柏レイソルの応援歌に変更。使用期間は1年間[20][21]。
  - 3月12日：閉店した「ベッカーズ」の跡地に「スターバックスコーヒーJR柏駅中央改札内店」か開店

## 駅構造
柏営業統括センターの所在駅で直営駅（駅長配置）であり、我孫子駅、取手駅と、業務委託駅である南柏駅、北柏駅、天王台駅を管理下に置いている。みどりの窓口、自動券売機、指定席券売機、自動改札機、自動精算機などが設置されている。
改札は当初からある北側の中央口と、東武は1992年4月、遅れてJRは1999年4月に開設した南口の2か所にある。
駅舎は中央口側は通路と一体のものが双方にあり、双方の通路を接続することで東口・西口を相互に利用している。一方南口は1本の跨線橋に両社の駅舎を接続する形を取っている。JRと東武の改札内は完全に分離されており、連絡改札口も存在しないため、双方の改札口を通らないと乗り換えができない。東西を結ぶ跨線橋に出る南口改札口は、すぐ左手（東）のファミリかしわビル内に進めば、小柳町上空通路を経由して二番街通り、セントラルパル街方面への近道として利用でき、屋根がある。また、右手（西）に進めば千葉県立東葛飾高等学校、市進予備校、みくに幼稚園方面への最寄り出口となる。
構内は双方が接しており、同じ向きに線路とホームが並んでいる。
なお、西口の出入口は駅名に東武・JRの2社表示があるのに対し、JR管理の東口の出入口はJR東日本のロゴのみで東武の表示がないが、既述の通り両社の駅舎は事実上一体であるため、東口もJRコンコース経由で東武コンコースにつながっている。

### JR東日本
島式ホーム2面4線を有する地上駅で、橋上駅舎を有している。駅番号は快速と各駅停車でそれぞれ「JJ 07」「JL 28」が付与される。
改札口は中央口と南口のほか、朝ラッシュ時限定の3・4番線（快速）ホーム直結の入場専用改札が中央口改札側（自動券売機の左側）にある。
2005年7月9日のダイヤ改正より朝ラッシュ時の上りを除く「フレッシュひたち」の全列車と上り「スーパーひたち」1本が停車するようになり、3・4番線ホームに自由席特急券券売機が設置されていたが、2015年3月14日のダイヤ改正で新たな着席サービスの開始（自由席の廃止）に伴い、2015年3月6日から新型の指定席券売機が設置され、自由席特急券券売機は使用停止となった。設置場所も11号車付近から、8号車付近に移設されている。なお、現在の特急停車は「ときわ」全列車と下りの「ひたち」1本（8時27分発仙台行）となっている。
中央口前にみどりの窓口がある。なお、南口券売機横にあったみどりの窓口は2006年7月に営業を終了し、その役目を指定席券売機や中央口のみどりの窓口に譲っている。自動改札機はSuica・PASMOおよびSuicaと相互利用を実施している各ICカードに対応している。
緩行線は北柏方に留置線が1本あり、松戸・綾瀬方面へ折り返すことが可能である（平日朝夕に、当駅折り返しの常磐線各駅停車が設定されている。2023年3月17日までは土休日にも設定があった。）。
快速線ホームは、利用客増加に伴い1998年7月12日にホームの拡幅工事が行われ、4番線側が広げられた。このため、3番線側は階段の壁とホームの端までのスペースが狭いままの箇所がある。また、10両編成の快速は上野寄りに詰めて停車する（中央改札口そばの階段下が10号車の停車位置に当たる）。
複々線化工事前は、2面2線に、貨物列車用の中線1線のみ存在するシンプルな構造の駅であった。
事務管コードは▲441112。

#### のりば
当駅は快速線と緩行線の線路別複々線区間内にあり、1・2番線が各駅停車専用で、3・4番線が快速専用のホームとなっている。
| 番線 | 路線                 | 方向 | 行先                                           |
| ---- | -------------------- | ---- | ---------------------------------------------- |
| 1    | 常磐線（各駅停車）   | 上り | 新松戸・金町・西日暮里・大手町・代々木上原方面 |
| 2    | 常磐線（各駅停車）   | 下り | 北柏・我孫子方面                               |
| 3    | 常磐線（特急・快速） | 上り | 松戸・日暮里・上野・東京・品川方面             |
| 3    | 上野東京ライン       | 上り | 松戸・日暮里・上野・東京・品川方面             |
| 4    | 常磐線（特急・快速） | 下り | 我孫子・天王台・取手・土浦・水戸方面           |

（出典：JR東日本:駅構内図）

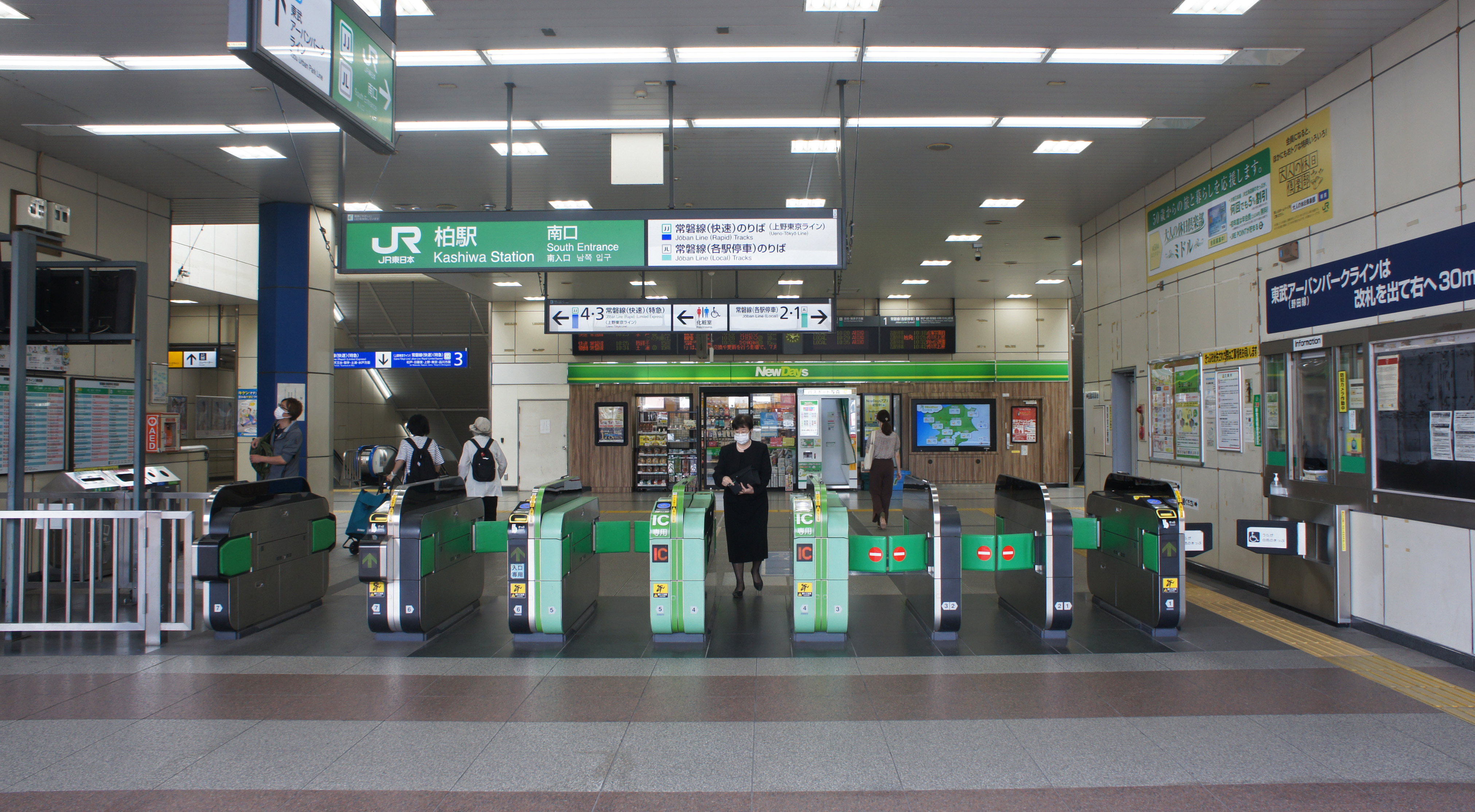
南口改札（2021年5月）
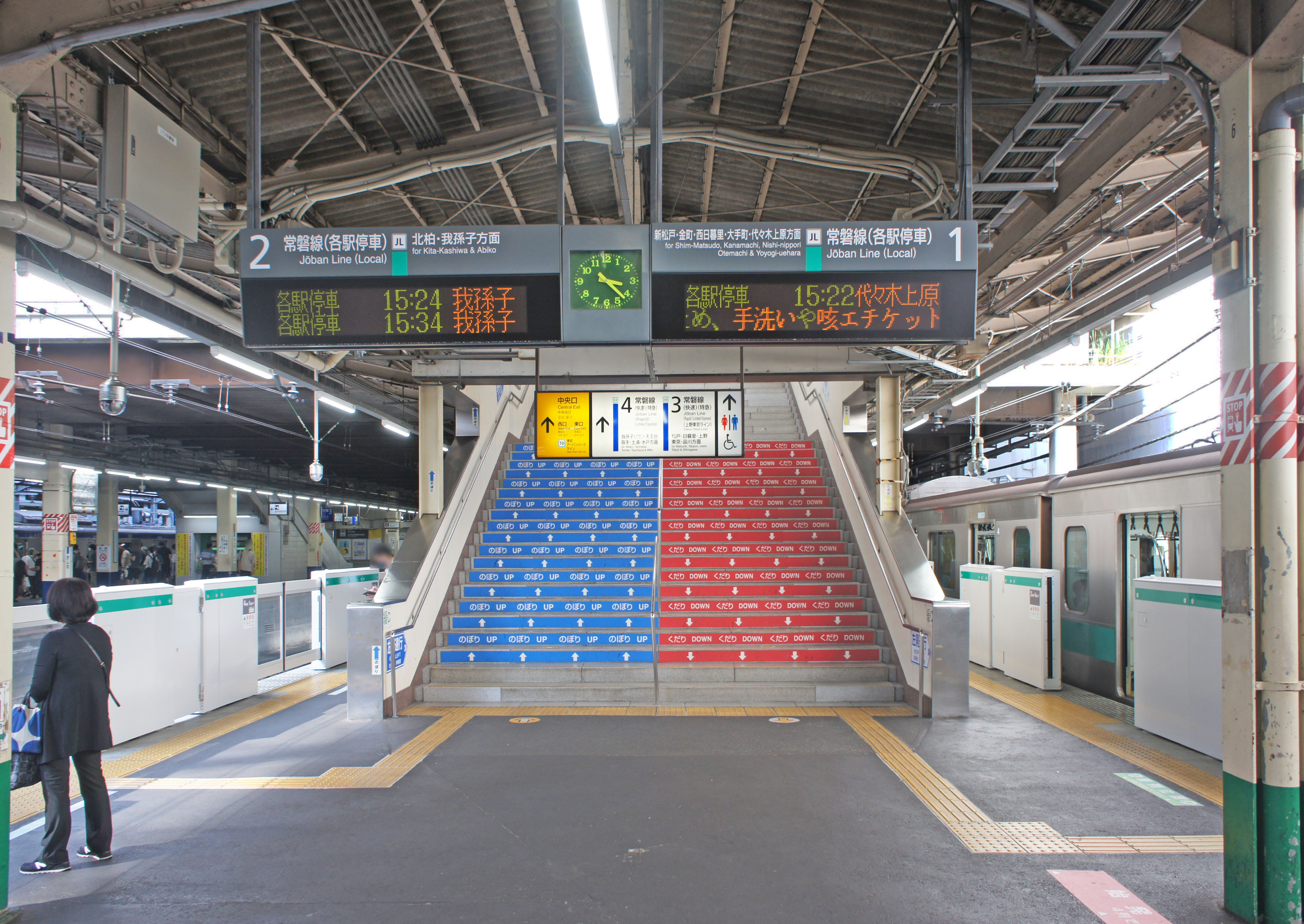
1・2番線ホーム（2022年7月）
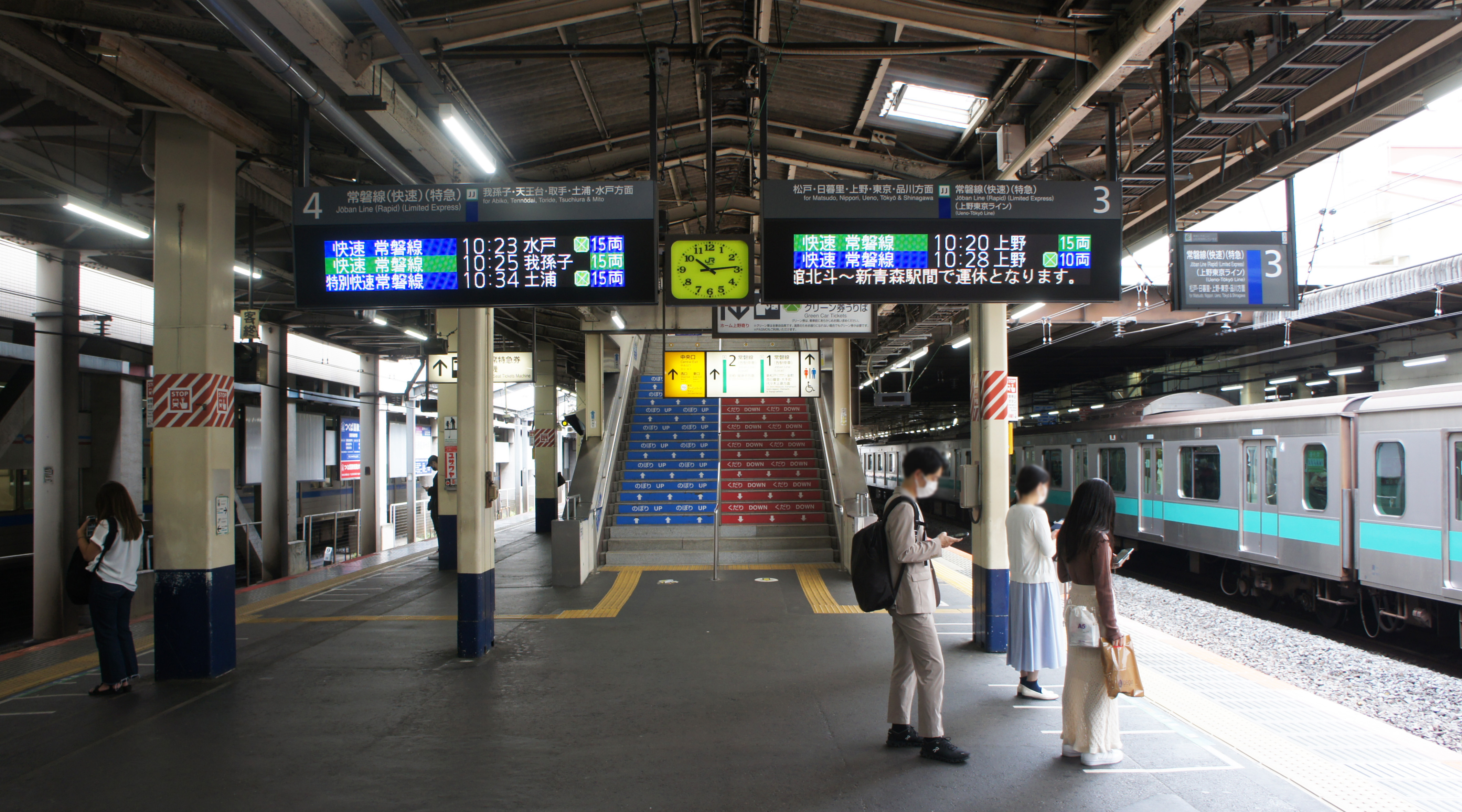
3・4番線ホーム（2021年5月）
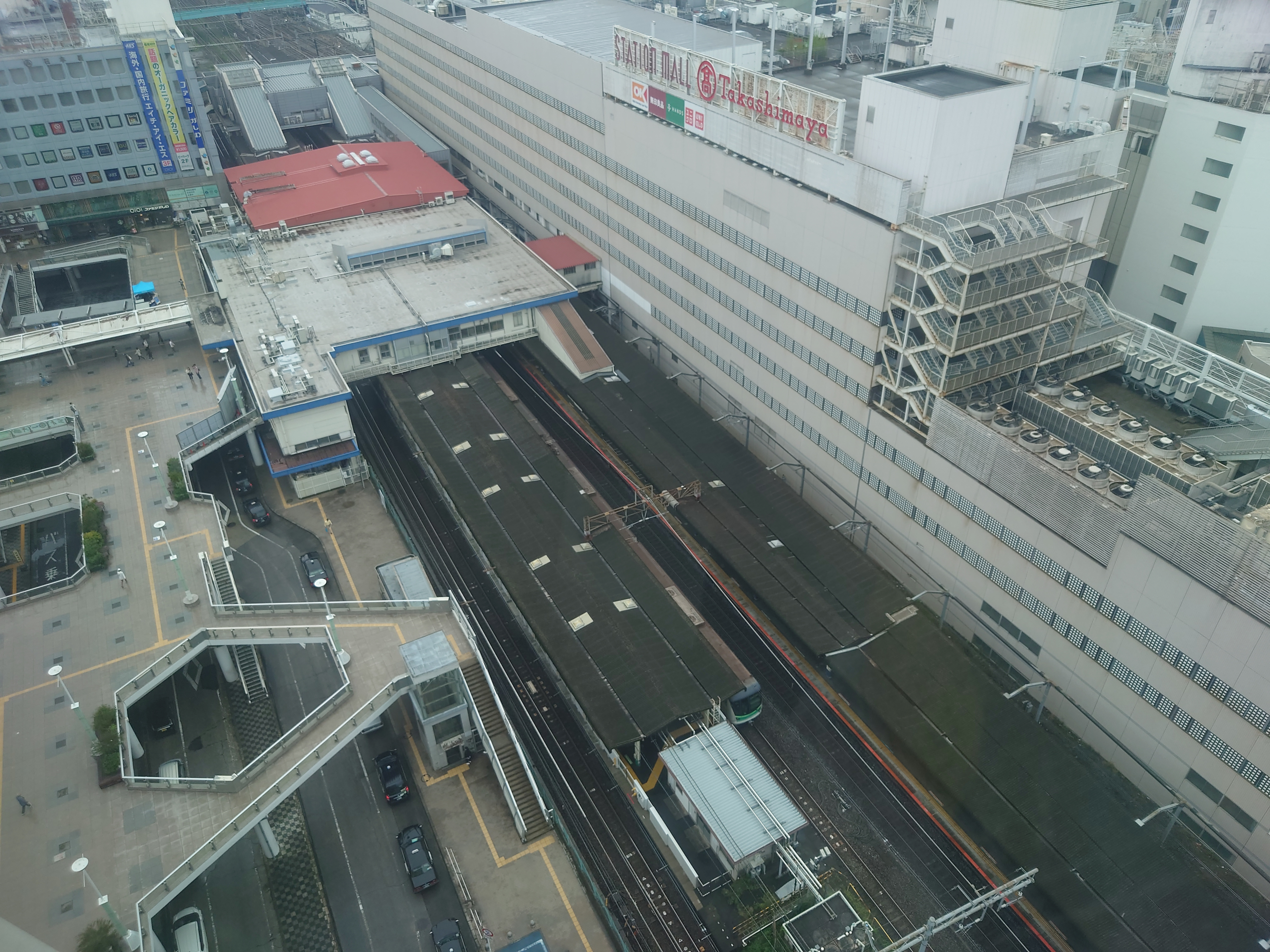
中央駅舎とプラットホーム（2024年5月）

### 東武鉄道
頭端式ホームの2面4線を持つ地上駅で、駅施設は駅ビル「柏髙島屋ステーションモール」の中にある。駅番号はTD 24。ホーム番号の付番は長らくJRからの続きとなっており、東口側より5番線 - 8番線となっていたが、2011年7月のダイヤ変更に伴って西口側より1番線 - 4番線へと変更し、運転番線に合わせられた。JR線とは4番線同士が隣り合っている。
駅ホームの構造上、大宮方面と船橋方面を直通する列車は当駅でスイッチバックを行う。
船橋方面と大宮方面を相互に直通する列車は、日中時間帯は急行が1時間に2本設定されていて、当駅で普通に接続する。普通電車はそれぞれ5 - 10分で乗り継ぐことが可能なダイヤになっている。6号車付近（平日朝は女性専用車両）に乗車することにより、ホーム先端にある通路を利用して階段を使わずにスムーズな乗り換えが可能。また、この通路にはトイレが設置されており、多目的トイレを併設している。かつてはコンコースに多目的トイレ併設の形で設置されていた。
コンコースからホーム階に降りるエレベーターは中央口改札から大宮方面ホーム（1・2番線）への1基のみだが、前述のホーム先端の通路が近いために船橋方面ホーム（3・4番線）への移動は容易である。
改札口は東口と西口を結ぶ通路上に出る中央口と南口の2か所。南口改札には定期券発売所を備えている。
2009年（平成21年）4月には改札内・外にいわゆる「駅ナカ」が8店舗開業。それに合わせて駅構内もリニューアル工事が施され、案内サイン類もより見やすいものに変わった。また、駅構内の案内板をピクトグラムを用いたデザインに一新した。ホームにあった吊下式駅名標と路線図は撤去され、駅名標・路線図・所要時間と一体型になった自立式案内板が設置された。同年12月には駅自動放送が導入された。
2015年（平成27年）2月7日に1番線・2番線で、同年3月14日に3番線・4番線でホームドアの稼働が開始された。
かつて、野田線が貨物輸送を行っていた時は、現在はステーションモールの駐輪場となっている付近に常磐線への連絡線が存在していた。また、現在の1番線が元の貨物列車の引き込み線および常磐線への連絡線のうちの1本で、1・2番線ホームの下にあたる位置に、旧8番線と貨物列車の引き込み線が存在していた。
東武柏駅管区として、藤の牛島駅 - 豊四季駅間を統括管理している。

#### のりば
| 番線 | 路線                     | 方向 | 行先     |
| ---- | ------------------------ | ---- | -------- |
| 1・2 | 東武アーバンパークライン | 上り | 大宮方面 |
| 3・4 | 東武アーバンパークライン | 下り | 船橋方面 |

- かつての野田線は大宮駅 - 柏駅間の路線であり、船橋駅 - 柏駅間は船橋線であった。船橋線を野田線に統合する前は、野田線、船橋線ともに当駅が終点であった名残により、野田線の中間駅となった現在でも上下線主本線、副本線を区別せず着発1 - 4番となっている。
- 当駅をまたいで野田市・大宮方面と新鎌ヶ谷・船橋方面を直通する列車は、配線上2・3番線から発着する。出発信号機に進路表示器を備え、上下線双方に出発可能であるが、それぞれ到着時には行先となる方面の発車ホームに進入するため、3番線から大宮方面行、2番線から船橋方面行が発車するということはない。ただし異常時や回送運用ではこの限りではなく、土曜・休日ダイヤでは2番線より船橋方面の留置線へ回送される列車が存在する。
- 日中時間帯の大宮 - 船橋間直通の急行運転時間帯は、当駅において普通列車との緩急接続をとっている。
- 2024年3月15日まで当駅を発着していた特急アーバンパークライナーは全列車2番線より発車した。乗車口は3両編成の2号車1か所であった。当駅 - 運河間のみ座席指定で、その先は特別料金は不要であった。特急券の券売機は改札外だけであり、乗降口では特急券の確認と同時に飛び込み客に対する立売も行われていた。
- 2020年3月13日まで日中の当駅 - 船橋間の電車は4番線使用のため、団体（主に柏市内小学校の修学旅行用電車）・試運転などの臨時列車は3番線を使う形となっていた。また深夜は4番線に入線した電車が翌朝の始発まで留置されるために、これ以降の電車はすべて3番線使用となる。

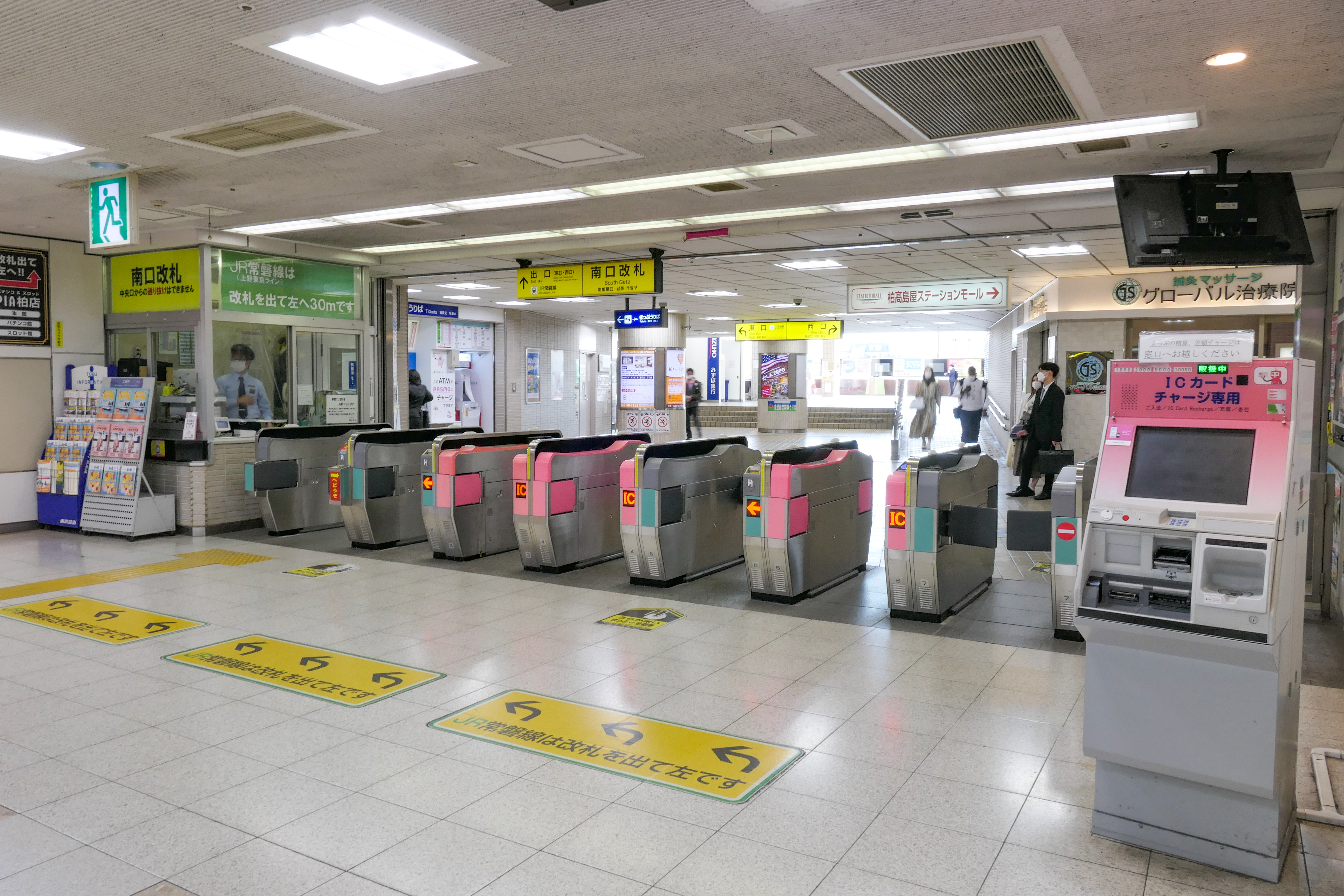
南口改札（2021年11月）
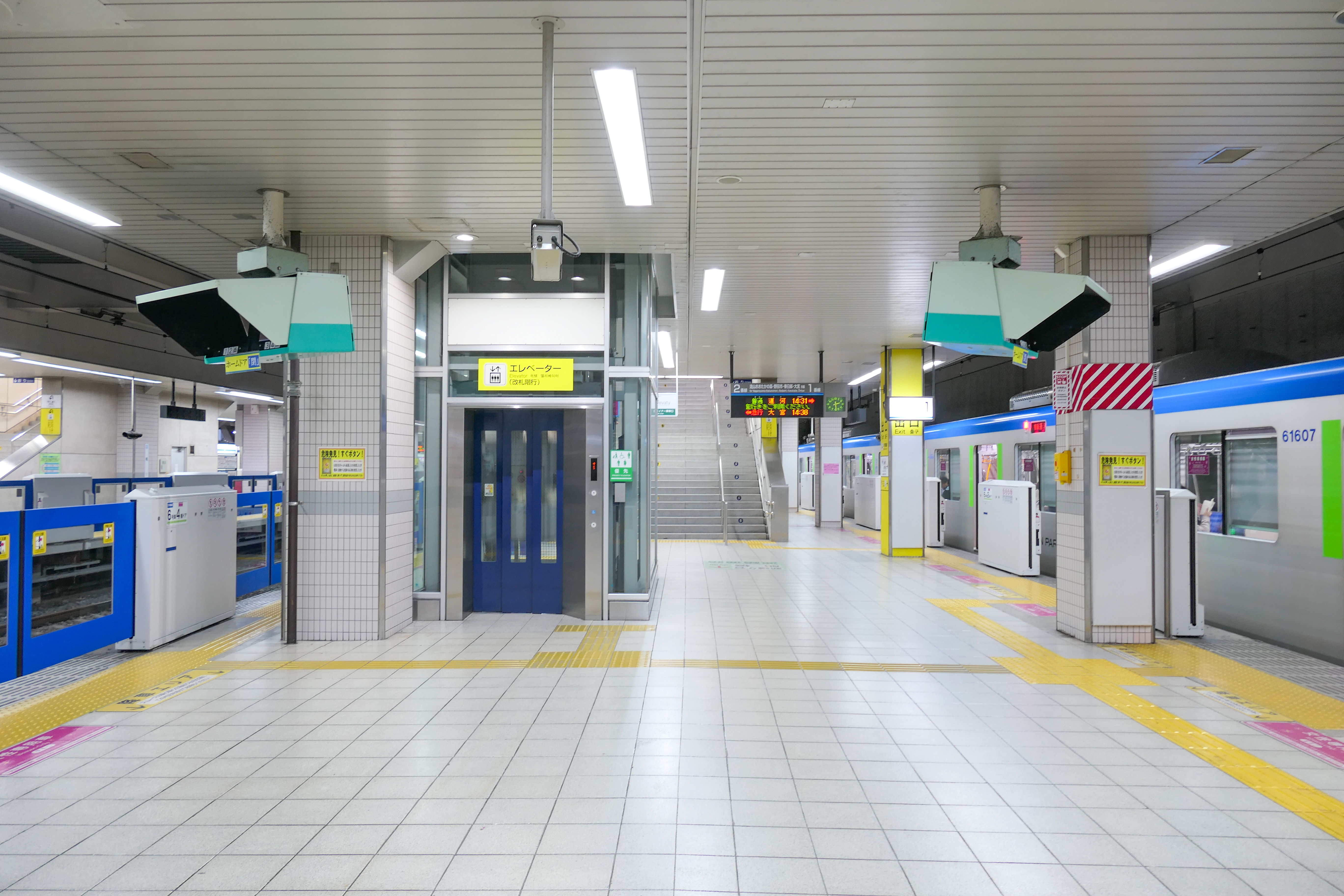
1・2番線ホーム（2021年11月）
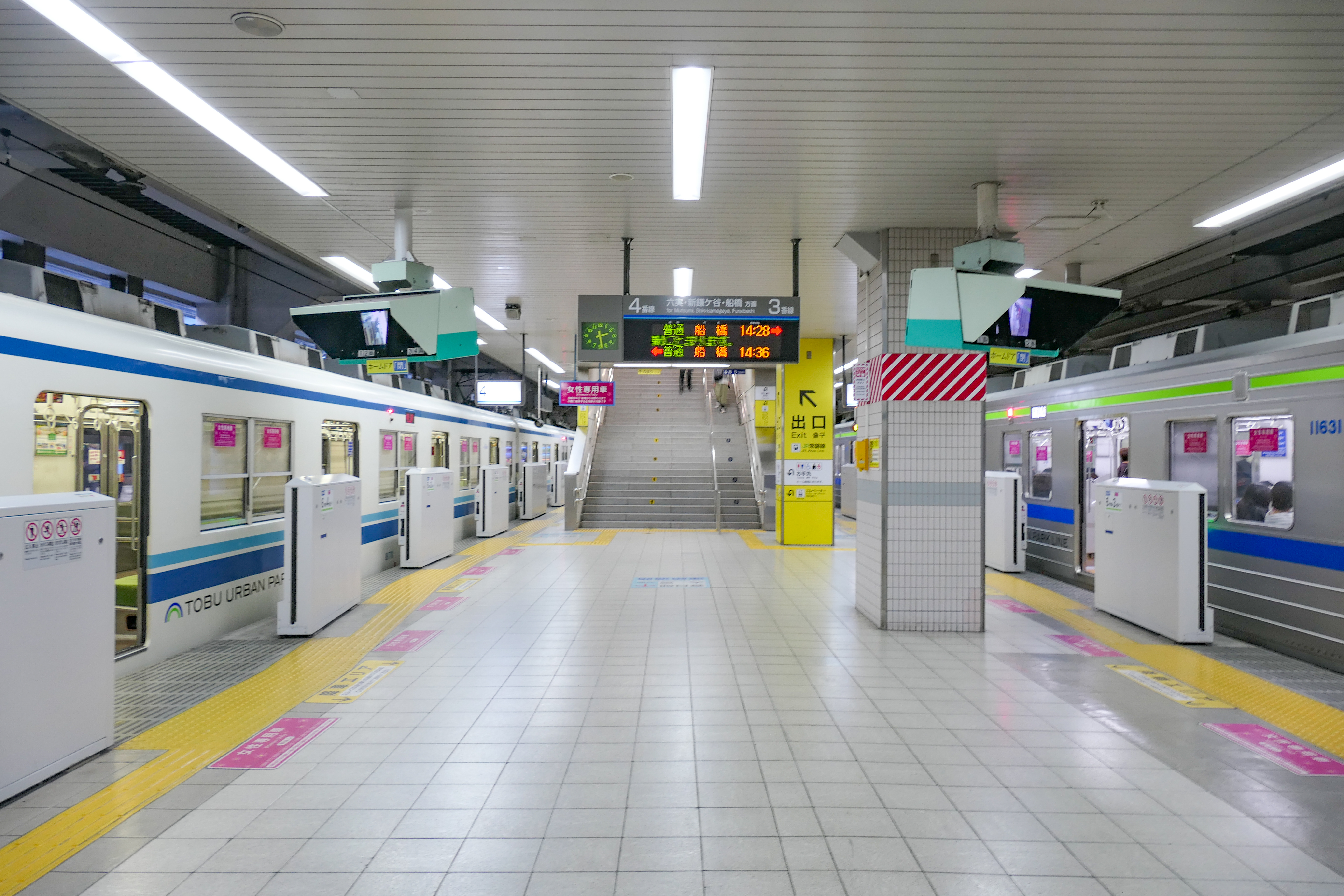
3・4番線ホーム（2021年11月）
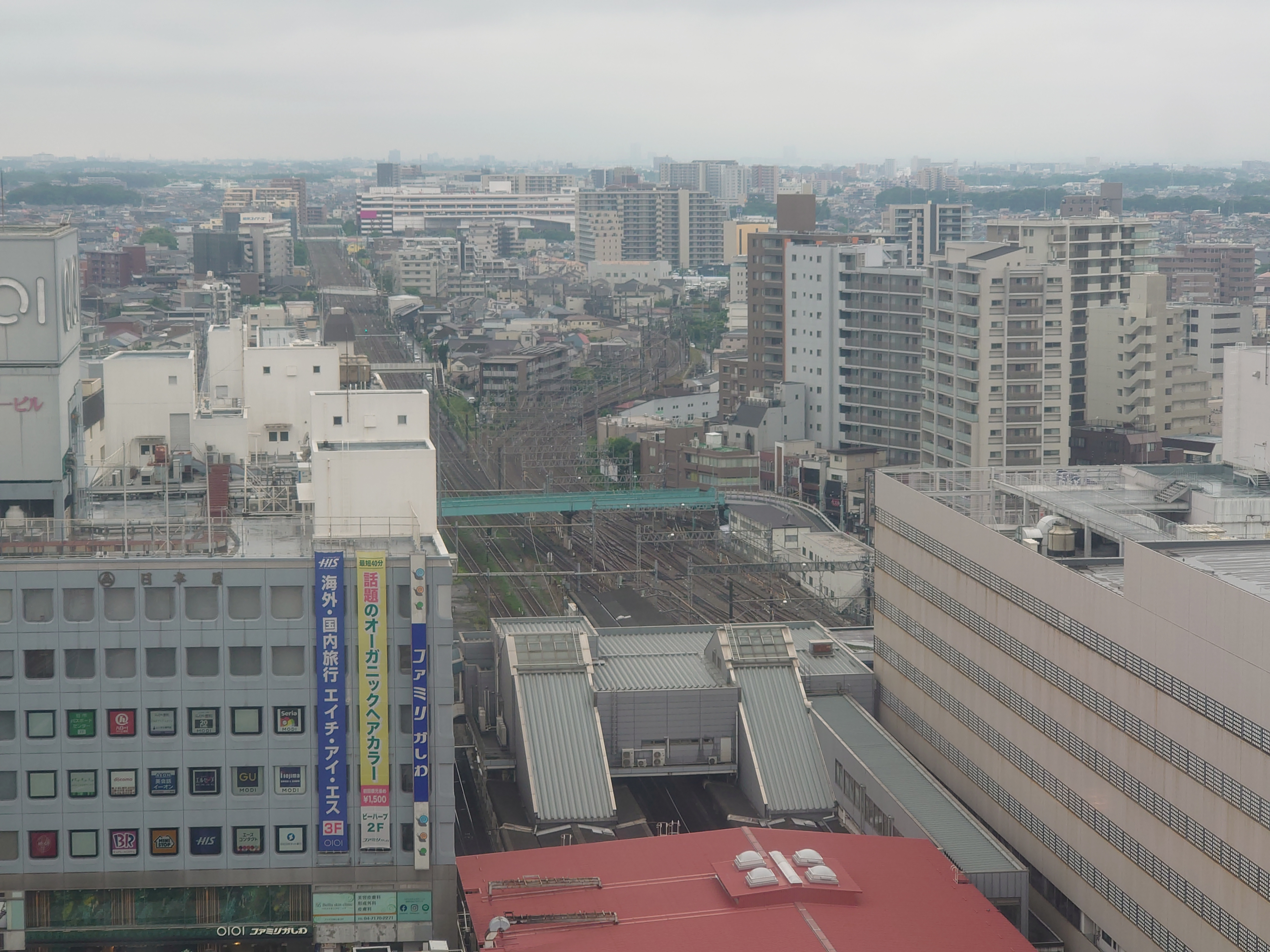
南口駅舎と線路配線（2024年5月）

#### 配線図
着発2番・同3番は出発信号機に進路表示器を備え、上下線双方に出発可能。
| | ↑ 流山おおたかの森・野田市・ 春日部・大宮 方面 |  |
| ← 六実・新鎌ヶ谷 ・船橋 方面 | 東武鉄道 柏駅 構内配線略図                     |  |
| 凡例 出典:※以下を参考に作成 * 祖田圭介、「特集 スイッチバック」、『鉄道ファン』 第43巻8号（通巻第508号） 2003年8月号、 63・64頁、交友社、2003年 * 東武鉄道公式ホームページ 柏駅構内マップ |                                                |  |

#### 発車メロディ
発車メロディは、地元のプロサッカーチーム「柏レイソル」の応援歌を使用している。1番線が「突き進め柏」、2番線が「アンゴラ」、3番線が「チュニジア」、4番線が「ジョージイタリアーノ」を使用している。このうち、「突き進め柏」と「チュニジア」は以前常磐快速線ホームで使用されていたものを短縮したものとなっている。
| 1 |                      | 突き進め柏 |
| 2 | アンゴラ             |            |
| 3 | チュニジア           |            |
| 4 | ジョージイタリアーノ |            |

## 利用状況
2023年度（令和5年度）の両社を合算した乗降人員は約36万人であり、千葉県でも有数の利用者数である。
1990年代（平成2年代）には、東京都の秋葉原駅、高田馬場駅、神奈川県の川崎駅などのハブ駅より乗車人員が多い駅として知られた。千葉県内ではJRと私鉄乗り換えを合算して1位となることもあり、船橋駅と1位2位を争う形だった（県庁所在地の千葉駅は県内4位の利用者数）。
しかしその後、朝のラッシュ時乗車率200%以上が問題視されはじめ、混雑緩和目的のため常磐新線（つくばエクスプレス）の計画が推進された。2005年（平成17年）のつくばエクスプレス開業の影響を受け、2004年度（平成16年度）から2006年度（平成18年度）は2年間で乗降人員が5万人程度減少した。
- JR東日本 - 2023年度（令和5年度）の1日平均乗車人員は114,102人である[利用客数 1]。2020年度（令和2年度）には新型コロナウイルス感染症（COVID-19）流行の影響で2019年度（令和元年度）から30,883人、24.6％減少し、1979年（昭和54年）以来41年ぶりに10万人を割り込んでいた。
  - 同社の駅では田町駅についで第25位、常磐線のみのJR駅では、北千住駅に次ぐ2位であり、千葉県以北の常磐線の駅では最も多い。千葉県内の駅では西船橋駅、船橋駅に次いで3位、千葉県内の常磐線の駅の中では1位である。
- 東武鉄道 - 2024年度（令和6年度）の1日平均乗降人員は145,830人である[東武 1]。
  - 同社の駅では北千住駅、池袋駅、和光市駅、朝霞台駅に次ぐ第5位で、野田線の駅では最も多い。

### 年度別1日平均乗降人員
1993年度（平成5年度）の1日平均乗降人員の推移は下表のとおりである（JRを除く）。
| 年度               | 東武鉄道         | 東武鉄道 |
| 年度               | 1日平均 乗降人員 | 増加率   |
| ------------------ | ---------------- | -------- |
| 1993年（平成05年） | 179,552          |          |
| 1994年（平成06年） | 180,931          | 0.8%     |
| 1995年（平成07年） | 183,188          | 1.2%     |
| 1996年（平成08年） | 180,857          | −1.3%    |
| 1997年（平成09年） | 176,787          | −2.3%    |
| 1998年（平成10年） | 173,730          | −1.7%    |
| 1999年（平成11年） | 172,303          | −0.8%    |
| 2000年（平成12年） | 172,687          | 0.2%     |
| 2001年（平成13年） | 170,868          | −1.1%    |
| 2002年（平成14年） | 166,651          | −2.5%    |
| 2003年（平成15年） | 165,443          | −3.1%    |
| 2004年（平成16年） | 163,236          | −1.3%    |
| 2005年（平成17年） | 152,017          | −6.9%    |
| 2006年（平成18年） | 140,384          | −5.4%    |
| 2007年（平成19年） | 140,690          | 0.2%     |
| 2008年（平成20年） | 140,222          | −0.3%    |
| 2009年（平成21年） | 138,360          | −1.4%    |
| 2010年（平成22年） | 137,213          | −0.8%    |
| 2011年（平成23年） | 136,499          | −0.5%    |
| 2012年（平成24年） | 138,686          | 1.6%     |
| 2013年（平成25年） | 140,524          | 1.3%     |
| 2014年（平成26年） | 138,478          | −1.5%    |
| 2015年（平成27年） | 142,795          | 3.1%     |
| 2016年（平成28年） | 144,666          | 1.3%     |
| 2017年（平成29年） | 146,858          | 1.5%     |
| 2018年（平成30年） | 148,143          | 0.9%     |
| 2019年（令和元年） | 147,553          | −0.4%    |
| 2020年（令和02年） | 111,864          | −24.2%   |
| 2021年（令和03年） | 123,592          | 10.5%    |
| 2022年（令和04年） | 135,064          | 9.2%     |
| 2023年（令和05年） | 141,087          | 4.4%     |
| 2024年（令和06年） | 145,830          | 3.4%     |

### 年度別1日平均乗車人員
1979年度（昭和54年度）の1日平均乗車人員の推移は下表のとおりである。
| 年度               | 国鉄 / JR東日本 | 東武鉄道 | 出典                 |
| ------------------ | --------------- | -------- | -------------------- |
| 1979年（昭和54年） | 99,792          | 54,934   | [ * 1 ]              |
| 1980年（昭和55年） | 103,181         | 57,914   | [ * 2 ]              |
| 1981年（昭和56年） | 105,672         | 59,699   | [ * 3 ]              |
| 1982年（昭和57年） | 108,281         | 32,307   | [ * 4 ]              |
| 1983年（昭和58年） | 111,370         | 63,864   | [ * 5 ]              |
| 1984年（昭和59年） | 116,244         | 66,340   | [ * 6 ]              |
| 1985年（昭和60年） | 117,517         | 69,254   | [ * 7 ]              |
| 1986年（昭和61年） | 123,949         | 71,568   | [ * 8 ]              |
| 1987年（昭和62年） | 126,814         | 74,614   | [ * 9 ]              |
| 1988年（昭和63年） | 133,780         | 78,336   | [ * 10 ]             |
| 1989年（平成元年） | 139,469         | 80,052   | [ * 11 ]             |
| 1990年（平成02年） | 145,014         | 82,704   | [ * 12 ]             |
| 1991年（平成03年） | 149,664         | 85,197   | [ * 13 ]             |
| 1992年（平成04年） | 154,328         | 88,323   | [ * 14 ]             |
| 1993年（平成05年） | 157,506         | 90,153   | [ * 15 ]             |
| 1994年（平成06年） | 157,928         | 90,869   | [ * 16 ]             |
| 1995年（平成07年） | 157,230         | 91,561   | [ * 17 ]             |
| 1996年（平成08年） | 157,359         | 90,297   | [ * 18 ]             |
| 1997年（平成09年） | 154,288         | 88,274   | [ * 19 ]             |
| 1998年（平成10年） | 152,548         | 86,814   | [ * 20 ]             |
| 1999年（平成11年） | 151,010         | 86,111   | [ JR 1 ] [ * 21 ]    |
| 2000年（平成12年） | 149,376         | 86,231   | [ JR 2 ] [ * 22 ]    |
| 2001年（平成13年） | 148,563         | 85,385   | [ JR 3 ] [ * 23 ]    |
| 2002年（平成14年） | 146,635         | 83,283   | [ JR 4 ] [ * 24 ]    |
| 2003年（平成15年） | 145,196         | 82,663   | [ JR 5 ] [ * 25 ]    |
| 2004年（平成16年） | 143,113         | 81,527   | [ JR 6 ] [ * 26 ]    |
| 2005年（平成17年） | 135,074         | 76,583   | [ JR 7 ] [ * 27 ]    |
| 2006年（平成18年） | 126,721         | 71,106   | [ JR 8 ] [ * 28 ]    |
| 2007年（平成19年） | 125,499         | 70,783   | [ JR 9 ] [ * 29 ]    |
| 2008年（平成20年） | 124,311         | 70,397   | [ JR 10 ] [ * 30 ]   |
| 2009年（平成21年） | 121,803         | 69,358   | [ JR 11 ] [ * 31 ]   |
| 2010年（平成22年） | 119,825         | 68,693   | [ JR 12 ] [ * 32 ]   |
| 2011年（平成23年） | 118,611         | 68,194   | [ JR 13 ] [ * 33 ]   |
| 2012年（平成24年） | 119,064         | 69,192   | [ JR 14 ] [ * 34 ]   |
| 2013年（平成25年） | 121,061         | 70,089   | [ JR 15 ] [ * 35 ]   |
| 2014年（平成26年） | 119,671         | 69,052   | [ JR 16 ] [ * 36 ]   |
| 2015年（平成27年） | 123,104         | 71,227   | [ JR 17 ] [ * 37 ]   |
| 2016年（平成28年） | 124,190         | 72,135   | [ JR 18 ] [ * 38 ]   |
| 2017年（平成29年） | 125,354         | 73,217   | [ JR 19 ] [ * 39 ]   |
| 2018年（平成30年） | 126,276         | 73,832   | [ JR 20 ] [ * 40 ]   |
| 2019年（令和元年） | 125,490         | 73,539   | [ JR 21 ] [ * 41 ]   |
| 2020年（令和02年） | 94,607          | 61,796   | [ JR 22 ] [ * 42 ]   |
| 2021年（令和03年） | 100,705         | 61,652   | [ JR 23 ] [ 東武 2 ] |
| 2022年（令和04年） | 108,820         | 67,350   | [ JR 24 ] [ 東武 3 ] |
| 2023年（令和05年） | 114,102         | 70,325   | [ JR 25 ] [ 東武 4 ] |
| 2024年（令和06年） |                 | 72,675   | [ 東武 1 ]           |

## 駅周辺
駅東側から旧水戸街道付近、更にその先にかけての周辺一帯は、東葛飾地域北部の商業中心地として関東屈指の商業集積地となっているが、近年は郊外型のショッピングモールに押される形で大型商業施設の閉店も見られる。その外縁は住宅地が多く並ぶ。駅近傍にはSKY PLAZA（ビックカメラ）、ファミリかしわ、MEGAドン・キホーテ柏店などの大規模店舗のみならず、駅前通り（ハウディモール）を軸に、二番街通り（柏モディ・新星堂カルチェ5・ドン・キホーテなど）、セントラルパル街、柏銀座通り商店街など中小規模の商店が多い中心部型の商店街が広がり、昼夜問わず多くの人で賑わう繁華街となっている。 その賑わいから、俗に「東の渋谷」と称されることもあるほどである。 最も古い商店街は1942年頃から栄えた旧水戸街道柏神社から北方面の柏本町通りで、こちらは燃料店、種苗店、呉服店、学生服店など昔ながらの業態も持っている。駅西側地区にはオフィスビルなどが立ち並び、証券会社の支店や小規模の商店などが存在する。また、東武駅舎と一体となっている駅ビル「柏髙島屋ステーションモール」は、当駅のランドマークとなっている。駅東西にはタクシー乗り場とバスターミナルがある。バスターミナル・バス乗り場については後述。
駅前、駅周辺は夏のイベント「柏まつり」の会場となる。駅周辺は路上ライブのメッカで、メジャーデビューしたアーティストとして、Something ELseや奥華子などがいる。レストラン、喫茶店などの飲食店はデパート・スーパー・ビル内などにあるほか、裏通りに地元系の店も存在する。駅に近い雑居ビルや柏神社東方付近「柏銀座通り」などに居酒屋・飲み屋系料理店が多数ある。
駅周辺は柏駅東口D街区第一地区・柏駅東口A街区第二地区・柏駅西口B－2地区・柏駅東口Ｅ街区・柏駅東口市街地再開発事業のような都市再開発事業が進んでいる。

### 駅舎内の施設（駅ナカ・駅ビル）
駅ビルとして大規模百貨店「柏髙島屋ステーションモール」があり、東武鉄道の駅舎と一体となっている。専用の改札はないが、連絡通路を通じ、東武鉄道およびJRの改札と同一フロアで入店が可能となっている。
1973年に高島屋柏店が開業、1992年に「柏高島屋ステーションモール」開店と同時にそれを構成する一部として組み込まれたものである。その後、2008年に12階建ての新館を開業した。そのため現在の店舗フロアとしては、本館（高島屋）と、駅ビルであるS館（Station（=駅）の頭文字）の「S館専門店」と「S館高島屋」、新館の4部分に大別できる。
本館は柏高島屋、S館専門店は地上1階-8階＋屋上、S館高島屋は地上1階-地上6階、新館は地下1階-地上12階、商業施設面積約50,583平方メートルであり、柏高島屋と約185の専門店を有し、年間来場客数2,400万人を集める。
- JR改札内
  - NewDays（構内に2ヵ所）
  - スターバックスコーヒー
  - キヨスク
  - 立ち食いそば店（ホーム2ヵ所）
  - VIEW ALTTE
  - KALDI
  - 三井住友銀行ATM
- 東武改札内
  - ファミリーマート
  - みずほ銀行ATM
- 改札外
  - 柏高島屋ステーションモール
    - オーケー柏高島屋ステーションモール店（2024年4月23日オープン）

  - VIEW ALTTE
  - みどりの窓口
  - 駅たびコンシェルジュ柏
  - 指定席券売機

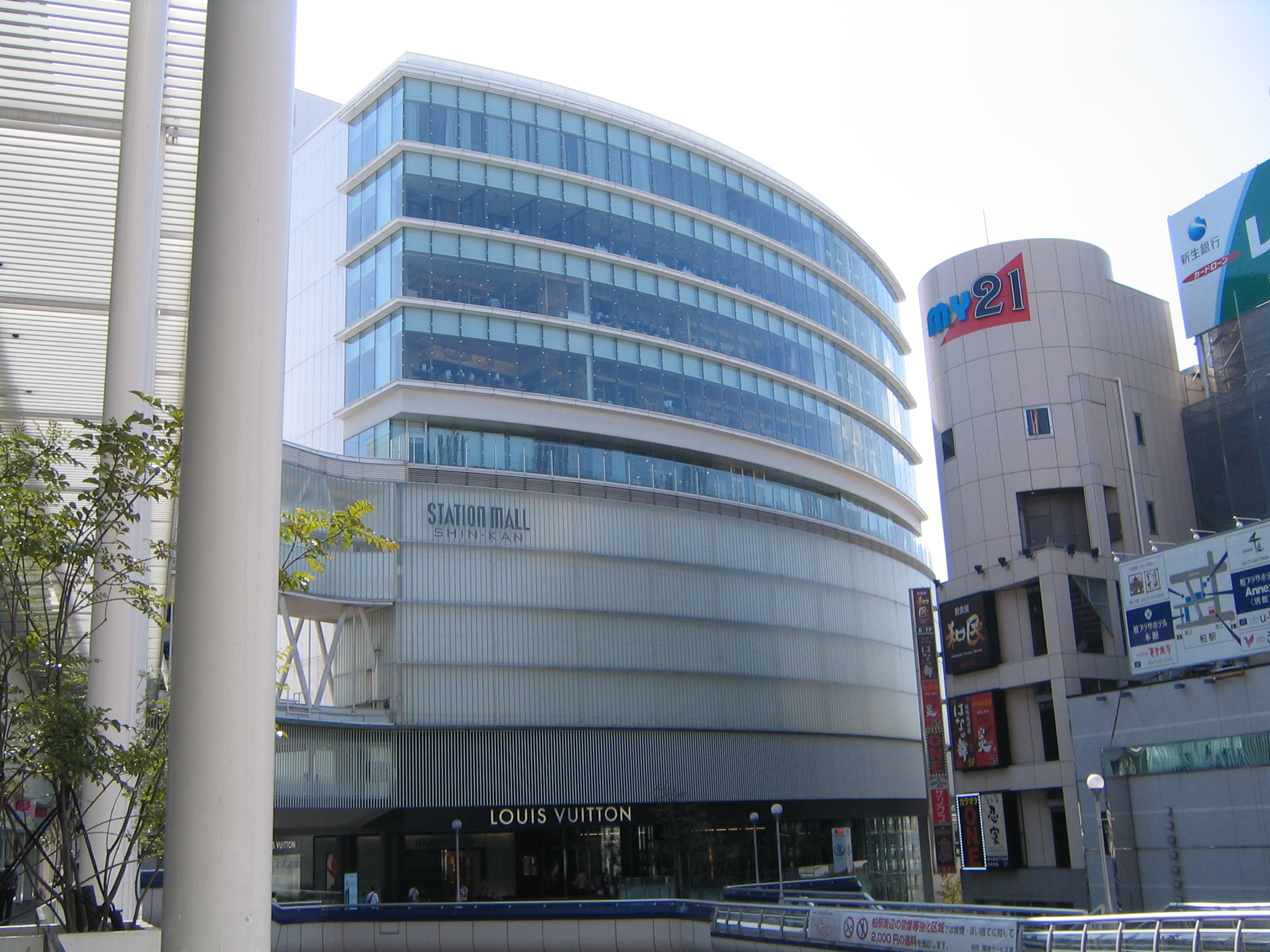
柏髙島屋ステーションモール新館
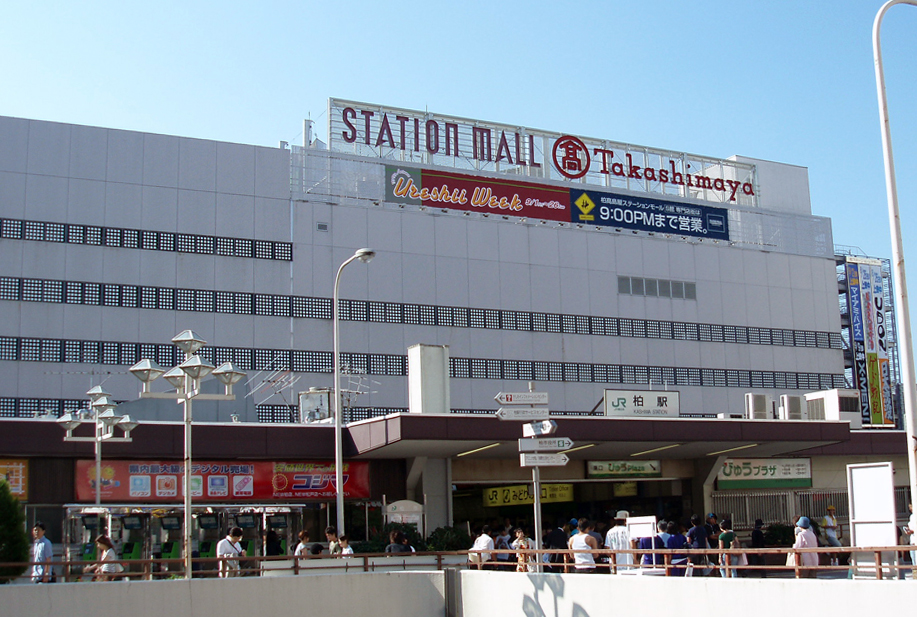
柏高島屋ステーションモールS館

### 東側

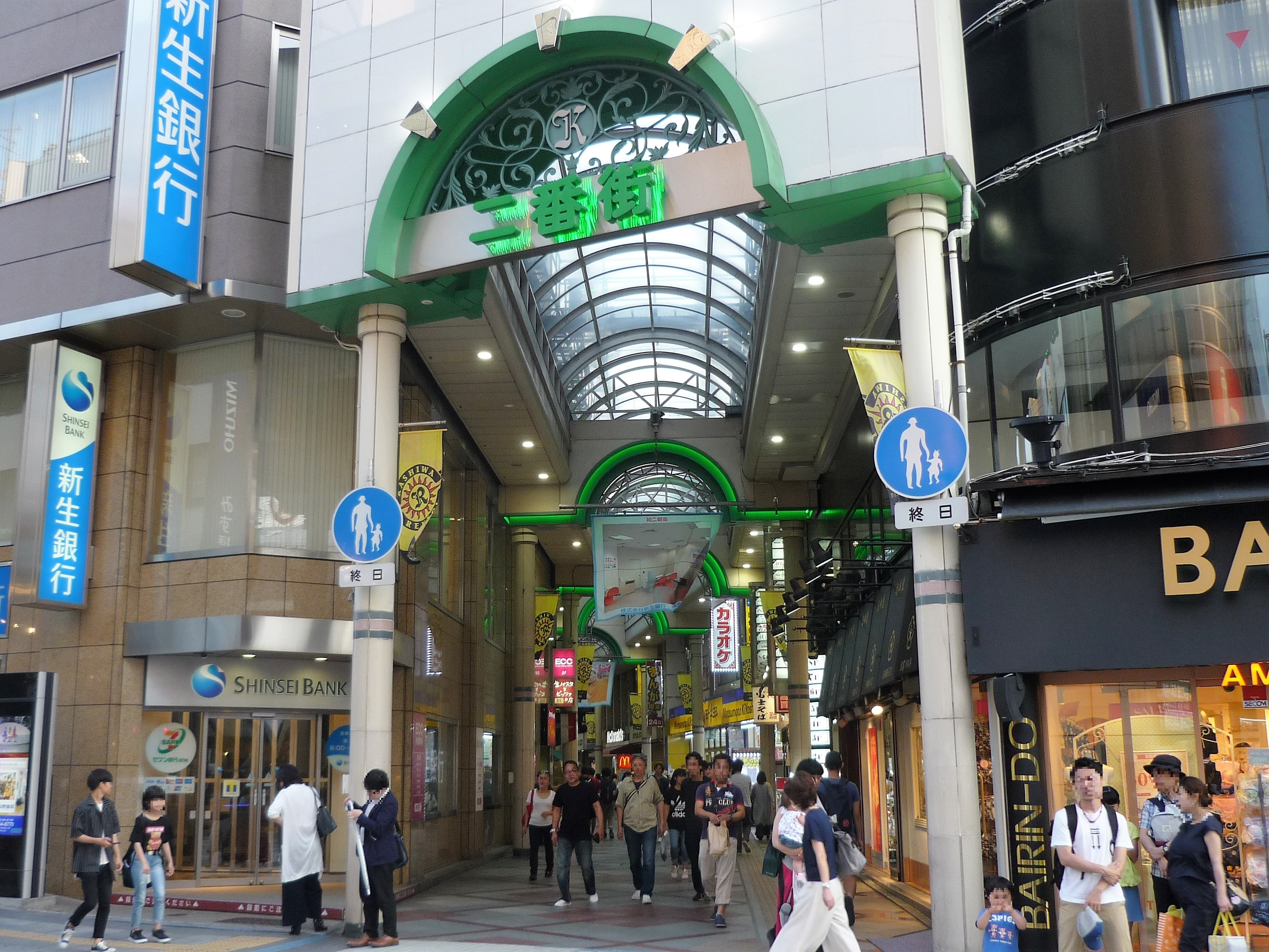
二番街通り（アーケード）

東口又は南口より左方向の側。柏市柏（丁目）、中央町、中央、泉町、緑ヶ丘、若葉町、千代田（丁目）、東上町（あずまかみちょう）、東、桜台方面。
デパート・複合商業ビル・商業施設
- スカイプラザ柏 - 東口デッキ直結
  - ビックカメラ柏店
- ファミリかしわ（柏駅前第一商業協同組合ビル） - 東口デッキ・南口歩道橋直結
- 柏モディ - ファミリかしわより小柳町上空通路経由二番街
- システムランドビル - ファミリかしわより小柳町上空通路経由
- 柏デイワン
- 京北スーパー 柏店
- ドン・キホーテ 柏駅前店
- マルエツ柏駅東口店
- 二番街商店街

金融機関
- みずほ銀行 柏支店
- みずほ信託銀行 柏支店
- 三菱UFJ銀行 柏中央支店・柏支店
- 三井住友銀行 柏支店
- SBI新生銀行 柏フィナンシャルセンター
- 千葉興業銀行 柏支店
- 千葉銀行 柏支店
- 京葉銀行 柏支店
- 常陽銀行 柏支店
- 東京ベイ信用金庫 柏支店
- 水戸信用金庫 柏支店
- 銚子商工信用組合 柏支店
- ちば東葛農業協同組合 柏こかぶ出張所（有人店舗）
- ゆうちょ銀行柏店・柏郵便局
- 大和証券 柏支店
- みずほ証券 柏支店
- SMBC日興証券 柏支店
- 野村証券 柏支店
- 岡三証券 柏支店

宿泊施設
- ビジネスホテルたかぎ
- 柏第一ホテル
- 相鉄フレッサイン千葉柏
- 東横イン柏駅東口

教育施設
- 河合塾柏校
- 駿台予備学校柏校
- 大原簿記法律専門学校柏校
- つくば開成国際高等学校 柏分校

行政関係
- 柏市役所
- 柏市役所 柏駅行政サービスセンター
- 柏市東部消防署
- 千葉地方法務局 柏支局
- 千葉労働局柏労働基準監督署
- 柏市立図書館本館
- 柏市文化・交流複合施設 パレット柏（柏デイワン施設内）

医療機関
- 巻石堂病院
- 深町病院
- 名戸ヶ谷病院
- 東京慈恵会医科大学附属柏病院

寺院・神社
- 柏神社
- 長全寺
- 諏訪神社

マスコミ通信
- 朝日新聞社 柏支局
- 毎日新聞社 柏支局
- 柏市民新聞社
- NTT東日本

その他
- かんぽ生命
- 柏市農業協同組合
- 千葉テレビ放送 常磐支局
- ライフケアメモリイパーク柏（旧：プラザヘイアン）
- インテリアカーサ
- メガロス柏
- 柏市商工会議所
- 日立グラウンド、日立柏サッカー場
- セレスボクシングスポーツジム（セレス小林）
- 昭和セレモニー（旧：サンスポーツ21柏）
- 全労済千葉県本部柏支所

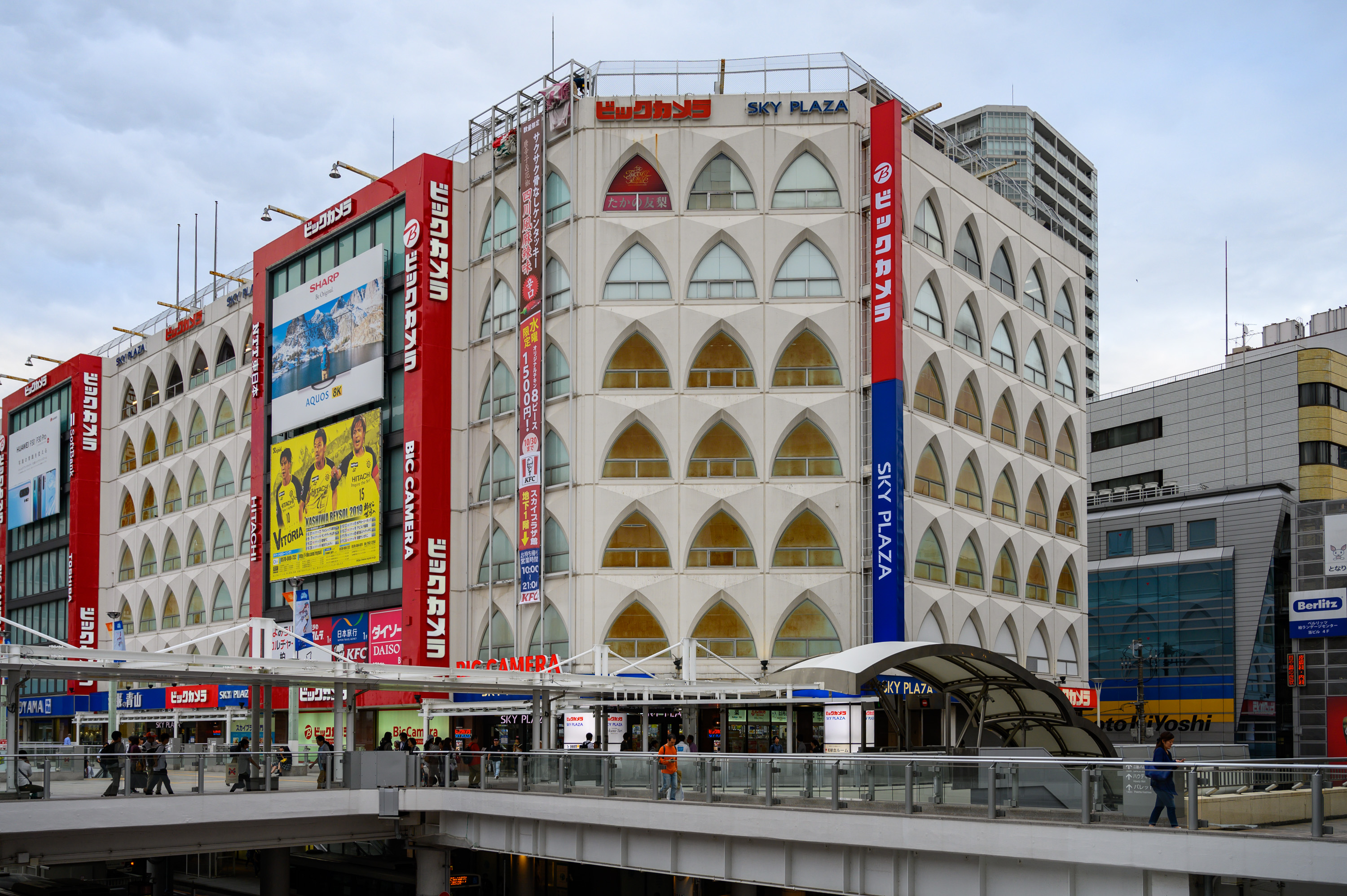
東口デッキ直結のスカイプラザ柏
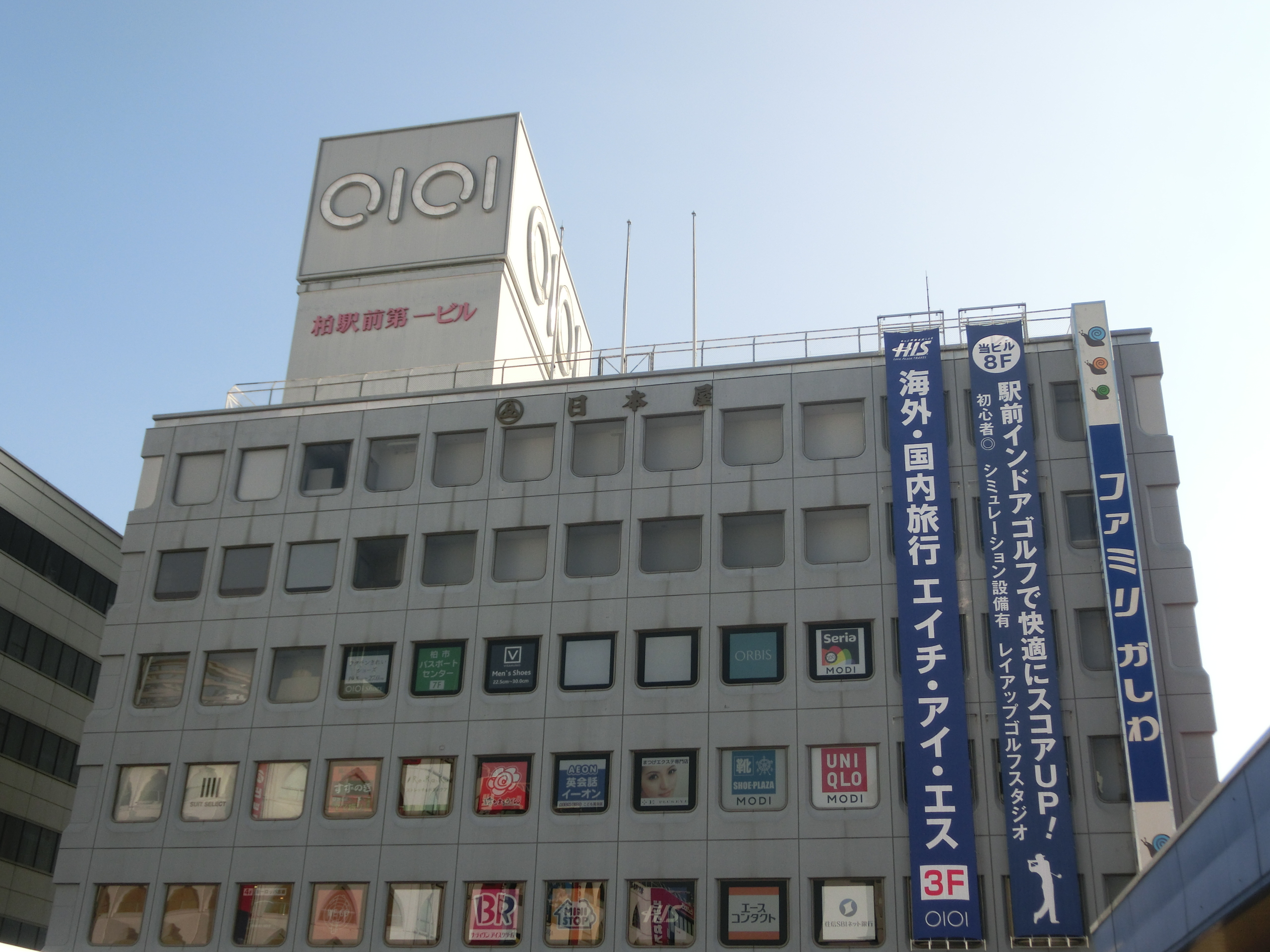
ファミリかしわ
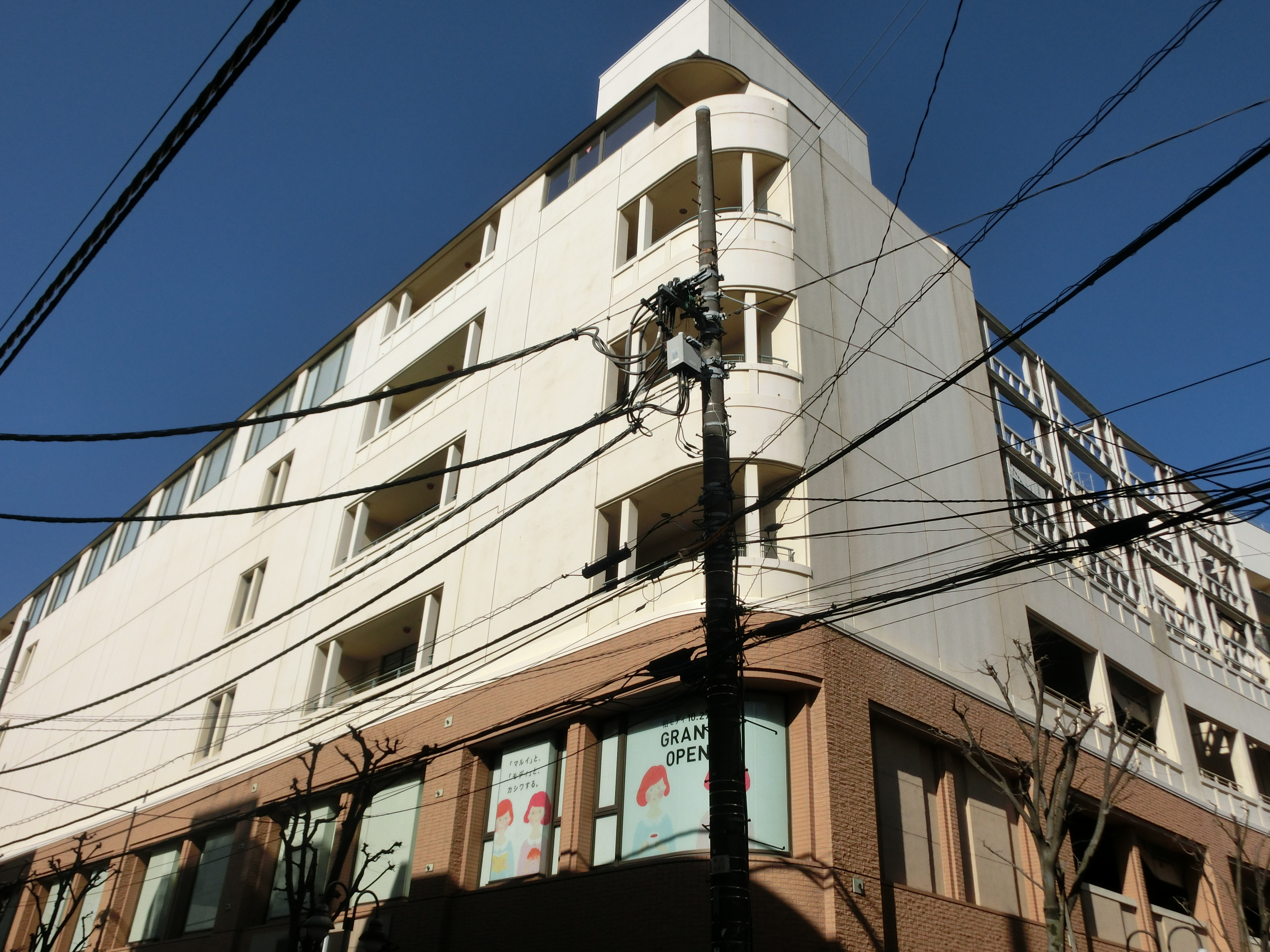
柏モディ
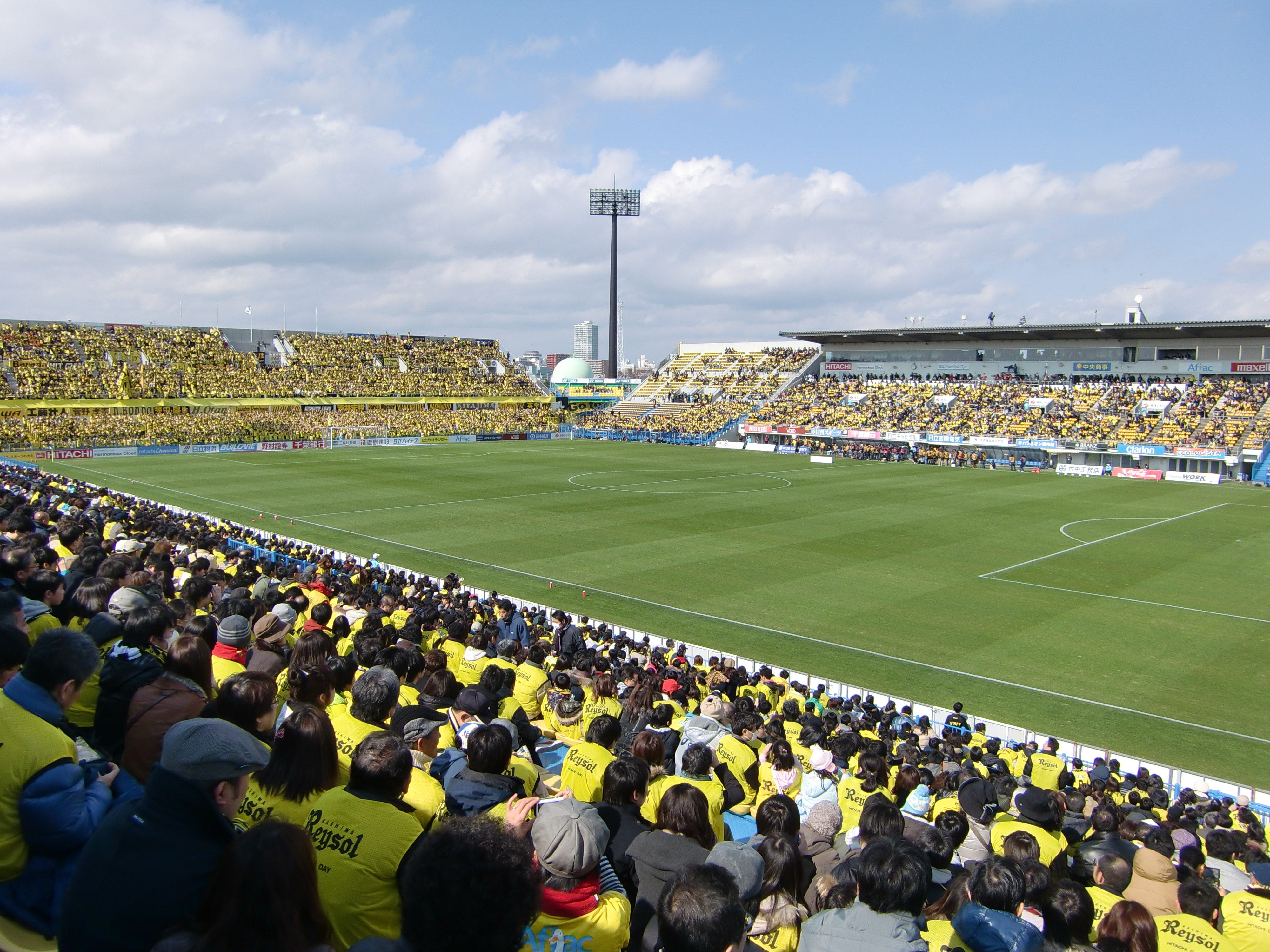
日立柏総合グランドサッカー場

### 西側
西口または南口より右方向の側。柏市末広町、旭町、向原町、豊四季台、かやの町、西町、明原、あけぼの方面。
デパート・複合商業ビル
- 髙島屋
  - 柏高島屋郵便局
- 柏髙島屋ステーションモール専門店街
- イオンモール柏（送迎バスあり）

金融機関
- りそな銀行 柏支店
- 千葉銀行 柏西口支店
- 東日本銀行 柏支店
- 三井住友信託銀行 柏支店
- 三菱UFJモルガン・スタンレー証券 柏支店
- 証券ジャパン 柏支店
- 水戸証券 柏支店

宿泊施設
- 柏プラザホテル
- ザ・クレストホテル柏
- 東横イン柏駅西口

教育施設
- 千葉県立東葛飾高等学校
- 柏市立柏中学校
- 柏市立柏第一小学校

医療機関
- 岡田病院
- 柏厚生総合病院
- 辻仲病院柏の葉
- 柏たなか病院
- 国立がん研究センター東病院

その他
- セントラルウェルネスクラブ
- 香取神社
- 柏調理師専門学校
- 柏市保健所
- 柏県税事務所
- 柏税務署
- 柏警察署

## バス路線
バスのりばは東西側双方にある。東口構内は日曜日および休日の10時から18時までの間は駅前通り（ハウディモール）が歩行者天国になるため、迂回ルートにより乗り入れている。これは、2013年1月20日から柏市が実施している実証実験によるもの。それ以前は、柏神社近くの休日用バス停を発着していた。

### 東口
柏市南部・沼南地区方面への路線バスが発着する。

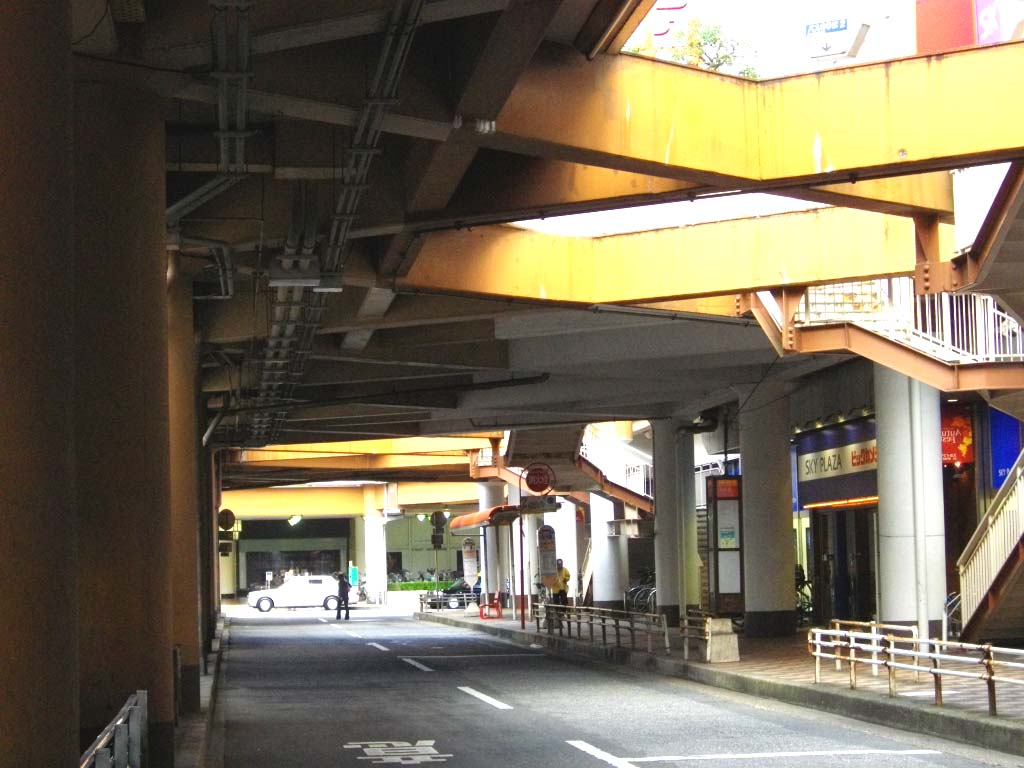
柏駅東口バスターミナル

| のりば | 運行事業者                    | 系統・行先                                                                                  | 備考                   |
| ------ | ----------------------------- | ------------------------------------------------------------------------------------------- | ---------------------- |
| 1      | 東武バスセントラル            | - 柏22：小野塚台 - 柏25：手賀東小学校入口・布瀬 - 柏27：手賀の丘公園 - 柏31・柏35：沼南車庫 |                        |
| 2      | 東武バスセントラル            | 直行：芝浦工業大学柏中学高等学校                                                            |                        |
| 3      | 阪東自動車                    | - 柏51：慈恵医大柏病院 - 柏52：ウェルネス柏                                                 | 「柏52」は土休日は運休 |
| 3      | 柏市 （運行委託：阪東自動車） | - かしわコミュニティバス（ワニバース） 市役所ルート（柏56）：ウェルネス柏                   | 土休日は運休           |
| 4      | 阪東自動車                    | 柏53：戸張                                                                                  |                        |
| 5      | 東武バスセントラル            | - 柏26：南柏駅東口 - 柏28：名戸ヶ谷記念病院前 - 柏33・柏34：新柏駅 - 南柏02：酒井根         |                        |
| 6      | 阪東自動車                    | - 柏54：東我孫子車庫 - 柏55：大津ケ丘団地 / 沼南庁舎バス乗継場                              |                        |

- 柏駅東口バスターミナル

### 西口
柏市北部や流山市方面への路線バスと、羽田空港への高速バスが発着する。尚、高速バスは柏駅前からやや離れたクレストホテル前の専用バス停に停車する。
| のりば | 運行事業者                          | 系統・行先 | 備考 |
| ------ | ----------------------------------- | --- | --- |
| 1      | 東武バスセントラル                  | - 柏02：市内循環 - 柏06：流山駅東口 / 免許センター（八木中学校前経由） - 柏16：免許センター                                              | 「柏02」は始発 - 13時台は三間先回り、14時台以降は松ヶ崎先回り 免許センター行き「柏06」は八木中学校前経由だが「柏16」は経由しない。 |
| 2      | 東武バスセントラル                  | - 柏15・柏41：高田車庫 - 柏44：国立がん研究センター - 西柏01：県民プラザ - 西柏02：柏の葉キャンパス駅西口 / 国立がん研究センター         | 「柏41」は深夜バスとして運行 |
| 3      | 東武バスセントラル                  | 柏01：豊四季台団地循環 | 「13時台は東葛高校前先回り、14時台以降は向原住宅先回り                                                                             |
| 4      | 東武バスセントラル                  | - 柏05：若柴循環 - 柏09：柏の葉キャンパス駅東口 / 若柴                                                                                   | 若柴行きは夜間のみ運行 |
| 5      | 東武バスセントラル                  | - 柏03：市立柏高校 / 柏たなか駅東口 - 柏04：布施弁天 - 柏11：三井団地 - 柏12：市立柏高校 - 柏14：東急柏ビレジ - 柏17：あけぼの山農業公園 | 柏12系統は平日朝のみ運行 |
| －     | - 京浜急行バス - 東武バスセントラル | 昼行：羽田空港 | |
| －     | さくら観光バス                      | 夜行：名古屋栄・名古屋駅前（ミッドランドスクエア前）/ 京都駅八条口・梅田プラザモータープール                                             | |

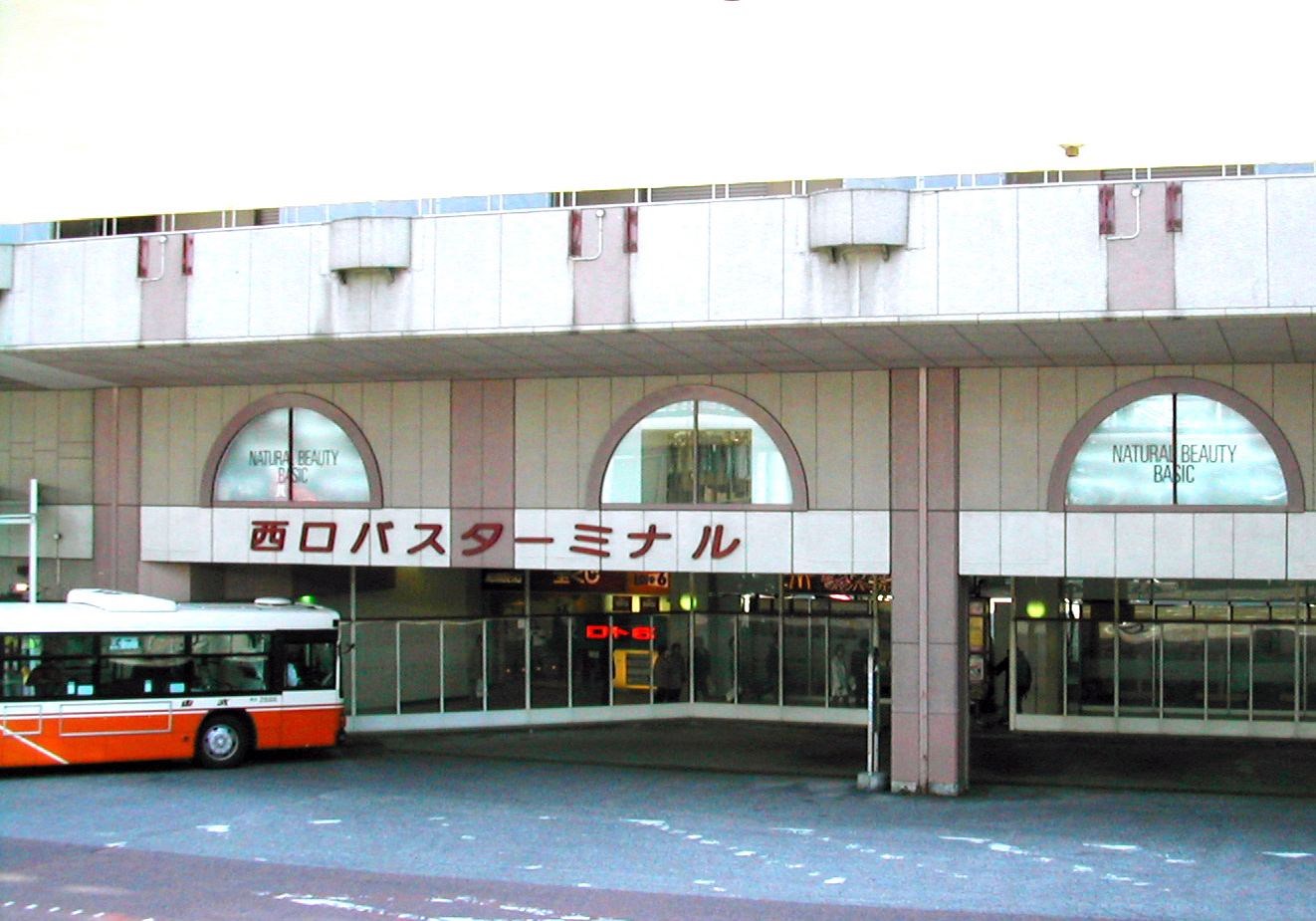
柏駅西口バスターミナル 高島屋に隣接（1-3番のりば）
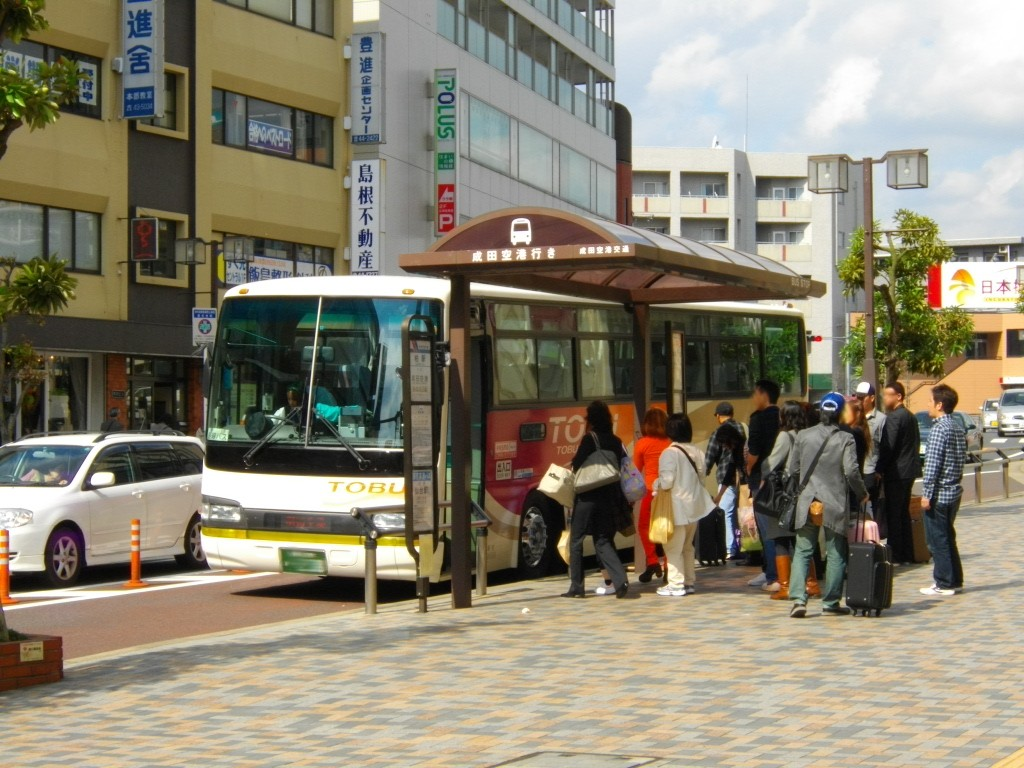
ザ・クレストホテル前バスのりば

## その他
- 1972年（昭和47年）に当時の日本国有鉄道（国鉄）が、利用者を限定しない形の実用試験として自動改札機を当駅に設置[注釈 4]。国鉄としては中央快速線国立駅[注釈 5]・武蔵小金井駅に次ぐ3番目の導入である[9]。試験終了後は撤去された。[注釈 6]
- 常磐線の複々線化当初、快速線ホームは設置されておらず、利用客の利便性の低下において国会で激しい追及を受けたため、新たに快速線ホームが設置され、1972年10月2日から快速電車が停車するようになった。
- 快速電車が停車するようになった1972年当時の国鉄側コンコース内の広さは、幅21 m、奥行き15 mで、階段4か所、階段の幅は3.8 mであった。
- この拡張前のコンコースは狭いことで知られており、1984年（昭和59年）4月19日には大混雑でけが人が出る騒ぎとなった。朝のラッシュ時間帯は改札制限を行い、駅員14人が改札内外で整理を行っていたが押し寄せた乗客によって改札ボックスに押しつけられ負傷した。同年3月7日には当時の国鉄総裁・仁杉巌がピーク時の当駅を視察した[29]。

## 構想・計画
- 柏駅東口 - 柏二番街の商店主や地元の地権者、オブサーバとして柏市と柏商工会議所、中小企業基盤整備機構が加わり、柏駅前再開発へ協議を開始すると報道された。[要出典]

柏市は再開発の検討を2025年度に開始、2026年度にそごう柏店の跡地を取得することを計画している。また、柏駅北口改札の設置をＪＲ東日本に働きかけており、駅前広場の整備や商業施設・公共施設・オフィス機能などを備えた複合ビルの誘致なども検討している。
- JR東日本は2008年に柏駅改良計画を出しているが、具体的な設計段階には至っていない。現在は改札口トイレ改修やコンコースホームの発車標のフルカラー化など小規模な改修は行なわれている。[要出典]
- 柏駅西口 - 2015年度に柏駅西口北地区再開発の準備組合が統合発足し、準備組合が検討した一体的整備案では、地区面積約3.8 haの第一種市街地再開発事業（組合施行）を前提に、建築敷地を約2.9 haとし、計画用途として3街区のころから検討してきた百貨店・商業、業務、病院、専門学校、文化交流、住宅、駐車場・駐輪場に加え、街区を一体化したことで地区の中央に交通広場及び交流拠点（広場）機能を新たに設けるとした。 同地区の現在の都市計画用途は商業地域で、建ぺい率80％、容積率400％だが、再開発で高度利用（容積率600％程度）を図り、総延べ約17万4000 m2の施設整備を目指す。一体的整備案の特徴となる交通広場は、現在のところ、6つのバスバースを有する広場として計画。高島屋前で乗降している路線バス、クレストホテル前で乗降している空港バス、柏駅周辺で停車が困難だった観光バス等の利用を想定。同地区内には高島屋、岡田病院、大原学園等が立地しており、再開発に合わせてこれらの建物の機能更新を図るほか、高質な高層マンション等を整備する計画となっている。2018年度末の都市計画決定、2019年度に事業認可取得と組合を設立し、2020年度の権利変換計画認可取得を経て、2021年度の解体工事着手を目標としていた。しかし2021年6月12日付毎日新聞報道で、高島屋が準備組合から離脱することが報じられ、準備組合は事業の見直しなど今後の方向性を決めることとし、計画の大幅な遅れは避けられないとしている。[31]

## 隣の駅
東日本旅客鉄道（JR東日本）
 常磐線（快速）
- 特急「ひたち」「ときわ」停車駅(ひたちは仙台行き1本のみ停車)

■特別快速
松戸駅 (JJ 06) - 柏駅 (JJ 07) - 取手駅 (JJ 10)
■■快速
松戸駅 (JJ 06) - 柏駅 (JJ 07) - 我孫子駅 (JJ 08)
 常磐線（各駅停車）
南柏駅 (JL 27) - 柏駅 (JL 28) - 北柏駅 (JL 29)
東武鉄道
 東武アーバンパークライン
■急行
流山おおたかの森駅 (TD 22) - 柏駅 (TD 24) - 高柳駅 (TD 28)
■区間急行（大宮方面のみ運行）
豊四季駅 (TD 23) - 柏駅 (TD 24)
■普通
豊四季駅 (TD 23) - 柏駅 (TD 24) - 新柏駅 (TD 25)

### 記事本文